# Ruslands historie
Ruslands historie begynder med østslavernes historie. Den egentlige russiske historie er traditionelt anset som havende sin begyndelse ved etableringen af den rus-stat, der blev etableret i 862 af væringer i de nordvestlige dele af det område, der i dag udgør Rusland. Staraja Ladoga og Novgorod blev de første større byer i den nye stat med indbyggere bestående af immigranter fra Skandinavien, slaver og finner-ugrier. I 882 besejrede fyrst Oleg af Novgorod Kijev, hvorved den nordlige og sydlige del af de østslaviske områder blev underlagt samme hersker. Riget blev kristnet med afsæt i det byzantinske rige i 988. Kijevriget bestod indtil dets opløsning omkring 1240 som følge af de de mongolske invasioner af Rus og den resulterende kraftige nedgang i befolkningstallet.
Efter det 13. århundrede blev Moskva det politiske og kulturelle centrum. Ved udgangen af det 15. århundrede havde Moskva underlagt sig de nordøstlige og nordvestlige russiske fyrstendømmer og bragt det mongolske overherredømme til ophør. Storfyrstendømmet Moskvas territorier blev i 1547 til Zar-Rusland. I 1721 omdøbte zar Peter den Store riget til Det Russiske Kejserrige. På dette tidspunkt strakte staten sig fra i vest mod grænserne mod Den polsk-litauiske realunion og i øst mod Stillehavet. Rusland havde efter sejren over Napoleon efter dennes fejlslagne felttog mod Rusland i 1812 været blandt de dominerende stormagter i Europa. Oprør blandt den livegne landbefolkning var hyppige, men disse blev brutalt nedkæmpet. Zar Aleksandr 2. afskaffede det russiske livegenskab med sin reform fra 1861, men landbefolkningen led fortsat under vanskelige forhold, og der opstod et pres for revolutionære ændringer i det russiske samfund. I de følgende årtier gennemførtes en række reformer, herunder Stolypin-reformerne i 1906–1914, vedtagelse af ny forfatning i 1906, nedsættelse af Statsdumaen m.v. med henblik på at åbne og liberalisere den russiske økonomi og det politiske system, men zaren afviste at afsige sig sin autokratiske magt.
En kombination af økonomisk sammenbrud, krigstræthed og utilfredshed med zarens enevældige position førte i 1917 til den Den Russiske Revolution, der indledningsvist afsatte zaren og bragte en koalition af liberale og moderate socialister til magten, men som senere førte til de kommunistiske bolsjevikkers magtovertagelse den 7. november 1917 (25. oktober efter den julianske kalender).
I 1922 indgik Russiske SFSR sammen med Hviderussiske SSR, Ukrainske SSR og den Transkaukasiske Socialistiske Føderative Sovjetrepublik Traktaten om dannelse af Unionen af socialistiske sovjetrepublikker, hvorved de fire republikker blev lagt under samme statsdannelse i form af Sovjetunionen. Mellem 1922 og 1991 er Ruslands historie stort set sammenfaldende med Sovjetunionens historie. Sovjetunionen var en ideologisk baseret stat med stort set den samme geografiske udstrækning som det Russiske Kejserrige før Brest-Litovsk-freden i 1918. Sovjetunionen var fra sin grundlæggelse en étparti-stat ledet af kommunistpartiet. Tilgangen til socialismens opbygning varierede dog over årene: Fra en blandingsøkonomi og en accept af forskelligheder i republikkernes samfund og kultur over Josef Stalins kommandoøkonomi og undertrykkelse til en periode med stagnation fra 1960'er til 1980'erne. Igennem denne periode blev Sovjetunionen en af de betydende sejrherrer i 2. verdenskrig og en supermagt under Den kolde krig, hvor Sovjetunionen som lederen af Østblokken stod overfor Vesten. Sovjetunionen opnåede i perioden en kraftig teknologisk udvikling og blev under rumkapløbet den første nation, der sendte et menneske i kredsløb om Jorden.
I midten af 1980'erne blev svaghederne i den sovjetiske økonomi og politiske struktur akutte, hvilket ledte til Mikhail Gorbatjovs reformer, der ledte til kommunistpartiets tab af regeringsmagten og til Sovjetunionens sammenbrud, hvorved Rusland blev en selvstændig nation. Den Russiske Sovjetrepublik omdannedes til Den Russiske Føderation og blev en af fire efterfølgere til Sovjetunionen. Den Russiske Føderation var den eneste af de gamle sovjetrepublikker, der overtog Sovjetunionens permanente sæde i FN's Sikkerhedsråd. Senere overtog Rusland i 1994 Sovjetunionens samlede atomarsenal, men mistede sin status som supermagt. Rusland opgav planøkonomien og kollektiviseringer, og nye ledere, herunder nuværende præsident Vladimir Putin har efterfølgende søgt at revitalisere landets økonomi og har siden 2000 ført en stadig mere egenrådig og selvsikker udenrigspolitik. Ruslands involvering i separatistbevægelser i det østlige Ukraines Donbass-region samt annekteringen af Krim i 2014, har bragt Rusland i konflikt med USA og EU og har ført til vedtagelse af sanktioner mod landet.

## Forhistorisk tid
De første bosættelser af mennesker i det område, der i dag udgør Rusland, kan spores tilbage til Olduwan-kulturen i den ældste stenalder. For ca. 2 millioner år siden udvandrede forhistoriske menneskerer af arten Homo erectus fra det vestlige Asien til det nordlige Kaukasus, hvor der er gjort arkæologiske fund i Kermek på Tamanhalvøen). Ved udgravninger i Bogatyri er fundet stenredskaber, der er dateret til at være mellem 1,5 og 2 millioner år gamle. Flintredskaber ca. 1,5 millioner år gamle er fundet i Dagestan i det nordlige Kaukasus, hvilket viser eksistensen af tidlige mennesker indenfor det område, der i dag er Rusland. Fossiler af Denisova-mennesket er fundet i en hule ("Denisovahulen") i Altajbjergene i Sibirien med rester af et ungt individ af arten, der dateres ca. 110.000 år tilbage. Området, der i dag er Rusland, var også hjemsted for nogle af de seneste neandertalere. Et delvist bevaret skelet af et neandertal-barn (Mezmajskaja 2) fundet i Mezmajskajahulen i Adygeja er dateret til blot af være 45.000 år gammelt.
De første fund af Homo sapiens (Ust'-Ishim manden) kan dateres 45.000 år tilbage. Fundet er gjort i det centrale Sibirien. De tidligste fund af Homo sapiens i Europa er gjort i 2007 ved en udgravning nær floden Don, hvor fundene kan dateres mindst 40.000 år tilbage) og ved udgravningen Sungir ved byen Vladimir (34.600 år gamle). Mennesker nåede de arktiske dele af Rusland for ca. 40.000 år siden.
I forhistorisk tid var de enorme steppeområder i det sydlige Rusland hjemsted for stammer af nomader, der drev husdyr med sig. Der er gjort fund efter disse nomadekulturer flere steder i Rusland.

## Antikken
I den anden halvdel af det 8. århundrede f.v.t. bragte græske handelsfolk antikkens civilisation til handelsstationer i Tanais og Phanagoria. Byen Gelonus blev af Herodot omkring år 500 beskrevet som en kæmpe forskanset slavisk by. Det bosporanske rige blev etableret som en del af den romerske provins Moesia Inferior fra 63 til 68 e.v.t. under kejser Nero. I det 2. århundrede e.v.t. trængte gotere ind i områderne omkring Sortehavet og i det 3. og 4. århundrede havde goterne et kongerige Oium i området, der i dag udgør det sydlige Rusland, indtil dette blev erobret og overtaget af hunnerne i perioden mellem det 3. og 6. århundrede.
Det tyrkiske folk khazarerne regerede gennem det 8. århundrede over steppeområderne omkring nedre Volga mellem Sortehavet og det Kaspiske Hav. Khazarerne var kendt for deres lovregulerede samfund, tolerance og kosmopolitisme og var den vigtigste kommercielle forbindelse mellem området omkring Østersøen i nord og det muslimske Abbaside-kalifat med centrum i Bagdad. De var vigtige allierede med Det Byzantinske Rige, og førte flere succesfulde krige mod det arabiske kalifat. I det 8. århundrede konverterede khazarerne til jødedommen.

## Tidlig historie

### Oprindelige østslavere
Nogle af de moderne russeres forfædre var slaviske stammer, der ifølge nogle forskere menes at have deres udspring i skovområderne omkring Pripjat-sumpene i det nuværende Hviderusland og Ukraine. De tidlige østslavere slog sig ned i det vestlige Rusland i to bølger: én fra Kijev mod det nuværende Suzdal og Murom og én fra Polotsk mod Novgorod og Rostov.
Fra det 7. århundrede og frem udgjorde østslaverne hovedparten af befolkningen i det vestlige Rusland, hvor de langsomt og fredeligt assimilerede de Finsk-ugriske stammer, såsom meryaerne muromianerne, og meshcherne.

### Kijevriget (882–1283)
Skandinaviske vikinger, kaldet væringer østpå, drog fra midten af det 9. århundrede langs vandvejene fra den østlige del af Østersøen til Sortehavet og det Kaspiske Hav. Ifølge Nestorkrøniken blev væringen Rurik omkring 860 valgt som fyrste af Novgorod, og hans efterfølger Oleg af Novgorod udvidede området sydpå og underlagde sig Kijev, der indtil da havde været undergivet khazarerne. Oleg, Ruriks søn Igor og Igors søn Svjatoslav lagde efterfølgende alle de lokale østslaviske stammer under Kijevs magt og bragte khazarernes rige til ophør, ligesom de gennemførte flere militære udfald mod Byzans og Persien.
Den første østslaviske stat, Gardariget og senere Kijevriget, opstod på denne måde i det 9. århundrede langs floden Dnepr. Kijevriget bestod af en gruppe af samarbejdende fyrstendømmer med fælles interesse i opretholdelsen af handlen langs floderne, og riget kontrollerede på den måde handlen med skind, voks og slaver mellem Skandinavien og Det Byzantinske Rige langs floderne Dnepr og Volkhov.
Ved slutningen af det 10. århundrede var det skandinaviske aristokrati, der udgjorde en minoritet i Kijevriget, assimileret med den slaviske befolkning, der under de mange plyndringer af Konstantinopel også havde absorberet den græsk-kristne indflydelse. Et af disse plyndringstoger havde kostet livet for den slaviske storfyrste Svjatoslav 1., der var berømmet for at have besejret khazarerne omkring Volga. På dette tidspunkt gennemgik Det byzantinske rige en større militær og kulturel genopblomstring, og trods rigets senere undergang havde Det byzantinske rige en løbende indflydelse på udviklingen af Rusland i de år, hvor Rusland udviklede sin egen identitet.
Kijevriget havde stor betydning for indførelsen af den slaviske variant af den Ortodokse kirkes religion og skabte en syntese af byzantinsk og slavisk kultur, der har defineret russisk kultur for de næste tusinde år. Kijevriget antog kristendommen i 988, da fyrst Vladimir 1. lod alle Kijevs indbyggere offentligt døbe. Nogle år senere fulgte de første love, Russkaja pravda, der blev indført af Jaroslav den vise. Fyrsterne i Kijevriget fulgte fra begyndelsen det byzantinske system, hvor kirken var afhængige af dem, også for kirkens indtægter, hvilket indebar, at den russiske kirke og stat altid var tæt forbundne.
I det 11. århundrede, særlig under Jaroslav den vises regentperiode, opnåede Kijevriget en position indenfor økonomi, arkitektur og litteratur, der overgik de vestlige dele af Europa. Sammenlignet med de øvrige kristne europæiske lande blev det russiske sprog kun i begrænset omfang influeret af græsk og latin gennem de tidligere kristne skrifter, idet kirkens liturgi anvendte kirkeslavisk (der igen var baseret på oldkirkeslavisk) og ikke de oprindelige græske eller latinske tekster. I slutningen af det 11. århundrede blev det tyrkiske nomadefolk Kiptjakkerne det dominerende folkeslag i stepperegionerne syd for Rus, hvor tidligere Petjenegierne havde været dominerende. De dannede en nomadisk stat på stepperne langs Sortehavet (Desht-e-Kiptjak). Kiptjakkerne angreb ofte ind i Kijevriget, hvor Kijev kun var en dagsrejse fra steppeområderne, og disse angreb tærede på rigets sydlige dele. De mange angreb fra nomaderne i syd medførte, at store dele af den slaviske befolkning drog mod nord til mere sikre skovområder i nord.
Kijevriget ophørte endeligt som stat grundet interne stridigheder blandt de forskellige medlemmer af den familie, der som fyrster regerede de forskelige fyrstendømmer i riget. Kijevs dominans mindskedes og magten blev flyttet mod Vladimir-Suzdal i nordøst, Novgorod i nord og Galicien-Volhynien i sydvest. Det sidste udfald mod Kijevriget var den mongolske Gyldne Horde, der i 1240'erne bragte riget til ophør. Galicien-Volhynien blev senere absorberet af Den polsk-litauiske realunion, og det mongolsk dominerede Vladimir-Suzdal og den uafhængige republik Novgorod, begge i periferien af Kijev, kom til at udgøre grundlaget for den moderne russiske nation.

### Mongolernes invasion og følgende herredømme (1223–1480)
De invaderende mongoler fremskyndede fragmenteringen af Kijevriget. I 1223 påførte en mongolsk rytterhær de sydlige fyrster et knusende nederlag ved Slaget ved Kalka-floden. I 1237-1238 nedbrændte mongolerne Vladimir under ledelse af Batu Khan og andre større byer i det nordøstlige Rus', og besejrede Jurij 2.'s hær i Vladimir-Suzdal ved det sidste større slag mod de indtrængende mongoler, der herefter rykkede videre vestpå ind i Polen og Ungarn. På dette tidspunkt havde mongolerne indtaget de fleste russiske fyrstendømmer. Kun Republikken Novgorod undgik besættelse og fortsatte sin blomstring blandt andet som følge af sit samarbejde med Hanseforbundet.
Konsekvenserne af mongolernes invasion var forskellige i de forskellige dele af Kijevriget. De avancerede bykulturer blev ødelagt og de gamle bycentre Kijev og Vladimir kom sig aldrig over de første angreb og ødelæggelser. De nyere byer Moskva, Tver og Nisjnij Novgorod begyndte at kæmpe om herredømmet i det mongolsk-dominerede Rusland. Selvom en russisk hær besejrede Den Gyldne Horde ved Slaget ved Kulikovo i 1380,
fortsatte mongolernes dominans af de russiske områder, ligesom de russiske fyrster måtte betale tribut til mongolerne indtil ca. 1480.
Mongolerne holdt Rus' og Det Volgabulgarske rige under kontrol fra deres vestlige hovedstad Saraj, der i den tidlige middelalder var en af verdens største byer. Fyrsterne i det sydlige og østlige Rusland måtte betale tribut til mongolerne fra Den Gyldne Horde, også kaldet tatarerne, men fik til gengæld bemyndigelse til at handle på vegne hordens khaner. Fyrsterne havde udstrakt bemyndigelse til at regere som de ønskede, ligesom den russisk-ortodokse kirke fik en opblomstring i denne periode under ledelse af Aleksij af Moskva og Sergij Radonesjskij.
Mongolernes fik indflydelse på det russiske samfund, særlig inden for militær taktik og transport. Under mongolernes herredømme udviklede russerne et postvæsen, folketællinger, skatteopkrævning og en militær organisation. I denne periode lykkedes det også fyrsten af Novgorod, Aleksandr Nevskij, ved Slaget på isen at slå de nordiske korstog mod Rusland tilbage.

## Storfyrstendømmet Moskva (1283–1547)

### Moskvas vej mod storhed
Aleksandr Nevskijs yngste søn, Daniel Aleksandrovitj, grundlagde Storfyrstendømmet Moskva, der i begyndelsen samarbejdede med mongolerne (tatarerne), men som senere udviste dem fra Rusland. Moskva var beliggende i Storfyrstendømmet Vladimir-Suzdal og var undergivet byen Vladimir. Moskva havde en central beliggenhed i forhold til de mange floder og var omgivet af beskyttende skove og sumpe, og overtog hurtigt rollen som centrum indenfor fyrstendømmet.
En væsentlig faktor i Moskvas opstigen var byens lederes samarbejde med de mongolske herskere fra Den Gyldne Horde, der gav byens fyrster ret til at bære titlen Storfyrste af Moskva og gav dem ret til at opkræve tribut fra de øvrige fyrstendømmer. Moskvas prestige blev yderligere styrket, da byen blev centrum for Den russisk-ortodokse kirke. Kirkens overhoved, Metropolitten, flygtede fra Kijev til Vladimir i 1299 og etablerede få år efter sit hovedkvarter i Moskva under navnet Kijev Metropolit.
I midten af det 14. århundrede skrumpede mongolernes/tatarernes magt og storhertugerne følte sig parat til at udfordre det mongolske herredømme. Ved Slaget ved Kulikovo ved floden Don i 1380 blev mongolerne besejret, og selvom nederlaget ikke bragte mongolernes herredømme til ophør, gav sejren stor hæder til Storfyrst Dmitrij Donskoj. Moskvas lederskab over Rusland var nu slået endeligt fast, og ved midten af det 14. århundrede var storfyrstendømmets territorium kraftigt forøget gennem køb, krig og ægteskaber.

### Ivan den Store
I det 15. århundrede søgte storfyrsterne i Moskva at konsolidere Ruslands territorium og forøge befolkningen og velstanden. Den mest succesfulde af storfyrsterne var Ivan 3., der skabte grundlaget for den russiske nationalstat. Ivan var i konkurrence med den magtfulde rival i nordvest, Storhertugdømmet Litauen, om kontrol over de delvist uafhængige Øvre fyrstendømmer ved den øvre Dnepr og Oka.
Ved at vinde lokale fyrsters loyalitet og gennem en langvarig krig mod Republikken Novgorod lykkedes det Ivan 3. at lægge rivalerne Novgorod og Tver ind under Storfyrstendømmet Moskva. Som et resultat af dette tredoblede Storfyrstendømmet Moskva sit territorium under Ivan 3.'s regeringstid. Under Ivan 3.'s konflikt med Pskov skrev munken Theofilos af Pskov et brev til Ivan 3. med en profeti om, at Ivan 3.'s kongedømme ville blive det Tredje Rom. Konstantinopels fald og afsættelsen af den sidste græsk-ortodokse kristne kejser bidrog til idéen om, at Moskva som det nye Rom var den direkte arvtager og viderefører af den ortodokse kirke i Konstantinopel og derved arvtager til Romerriget, hvilket yderligere blev bestyrket ved Ivan 3.'s ægteskab i 1472 med den byzantinske prinsesse Sophia Palaiologina.
Under Ivan 3. blev de første regeringsinstitutioner grundlagt, de såkaldte prikaz. Der blev udstedt en lovbog, Sudebnik i 1497, det første sæt af love siden det 11. århundrede, og dobbeltørnen blev indført som Ruslands våben som et symbol på landets videreførelse af Byzans' og den ortodokse kirkes magt.
Ivan 3. fulgte tendensen fra det vestlige Europa, hvor regenterne på denne tid erklærede sig enevældige, og proklamerede sig som den absolutte suveræn over alle russiske fyrster og adelsmænd. Han afviste ethvert krav om betaling af tribut til tatarerne og iværksatte en række angreb på dem, hvilket førte til det endelige nederlag for Den Gyldne Horde, der på dette tidspunkt var opdelt i forskellige khanater og horder. Ivan og dennes efterfølgere søgte at beskytte Ruslands sydlige grænser mod angreb fra Krim-khanatet og andre horder. For at opnå dette mål opbyggede Storfyrstendømmet Moskva og senere Zarrusland en række forsvarsanlæg, Den store zasetjnaja linje, og gav godser til adlen, der tjente militæret. Tildelingen af godser gav mulighed for opbygning af en kavaleribaseret hær.
Den interne konsolidering af magten fandt sted samtidig med statens eksterne ekspansion. I 1500-tallet anså Moskvas herskere hele det russiske territorium som en del af deres kollektive ejendom. Forskellige delvis-uafhængige fyrster krævede fortsat ret til særlige territorier, men Ivan 3. tvang mindre fyrster til at anerkende Storfyrsten af Moskva som den ubestridte regent med kontrol over militær, retsvæsen og udenrigsrelationer. Langsomt blev den russiske hersker en magtfuld autokratisk regent, og siden en zar.
Ivan 3.'s regeringstid var præget af voldsom vækst i rigets udstrækning, frigørelse fra Den Gyldne Horde, en kraftig udbygning af Moskvas Kreml og en grundlæggelse af den russiske stat. I en biografi om Ivan 3. af den britiske historiker J.L.I. Fennell konkluderes, at tiden under Ivan 3. var "militært strålende og med en sund økonomi" og særlig udvidelsen af territoriet og kontrollen med dette fremhæves. Men Fennell hævder dog også, at tiden under Ivan 3. også var præget af "en kulturel undertrykkelse og åndelig tørke. Frihed blev udelukket inden for de russiske områder. Med sin fordomsfulde anti-katolicisme trak Ivan et tæppe ned mellem Rusland og Vesten. For at opnå territorial storhed fratog han sit land frugterne af vestlig læring og civilisation."

## Zar-Rusland (1547–1721)

### Ivan 4.
Zarens enevældige magt nåede sit højdepunkt under Ivan 4., der fik tilnavnet "Ivan den Grusomme" (1547–1584). Han samlede magten hos monarken i en hidtil uset grad, gennem en kompromisløs kurs mod adlen, som han forlangte fuld loyalitet fra. Adelsfolk, der ikke anerkendte zarens magt, eller på anden måde stod i vejen for Ivan 4., blev sendt i eksil eller henrettet. Ikke desto mindre ses Ivan 4. ofte som en fremsynet statsmand, der i begyndelsen af sin regeringsperiode reformerede Rusland bl.a. gennem vedtagelse af en ny lovbog, Sudebnik af 1550), etablering af stænderforsamlinger (Zemskij sobor), begrænsning af gejstlighedens indflydelse, og indførelse af lokalt selvstyre i fjernere landdistrikter. Ivan 4. etablerede også den første regulære hær under den russiske stat - Streltsy.  I 1553 beordrede Ivan 4. den første trykpresse indført i Rusland.
Ivan 4. bragte Rusland ind i den langstrakte livlandske krig mod bl.a. Polen-Litauen, Sverige og Danmark om kontrol og adgang til Østersøkysten, hvilket endte med, at Rusland måtte fraskrive sig rettighederne til Livland. Året efter måtte Ivan 4. ved våbenstilstanden i Pljussa slutte fred med Sverige, hvorved Rusland mistede Narva og sydkysten af den finske bugt, som var Ruslands eneste adgang til Østersøen. Det lykkedes dog Ivan at annektere Kasan-khanatet, Astrakhan-khanatet og Sibir-khanatet, hvilket i vidt omfang hindrede de asiatiske nomadefolk adgang til Europa gennem Volga og Uralbjergene. Med de østlige erobringer fik Rusland en stor muslimsk befolkningsgruppe, tatarerne, og Rusland blev derved en multietnisk stat. I denne periode fik handelsfamilien Stroganov et fast fodfæste i Uralbjergene og rekrutterede russiske kosakker til at kolonisere Sibirien.
Under Ivans regeringstid opretholdt han de gode relationer til Elizabeth 1. af England og begyndte som den første russiske regent at samarbejde med kosakkerne i større omfang. Kosakkerne modtog våben og penge og privilegier mod at kosakkerne støttede Rusland mod tatarerne. Første større eksempel på dette samarbejde var, da Ivan i 1549 beordrede kosakkerne til angribe Krim-khanatet.
I den senere del af Ivans regeringstid opdelte han sit rige i to dele. Han etablerede et område, Opritsjnina, hvor Ivans loyale støtter gennemførte en række blodige udrensninger, der kulminerede med Massakren i Novgorod i 1570. De øvrige dele af Rusland blev ledet af bojarerne. Opdelingen af Rusland kombineret med militære nederlag, pestepidemier og hungersnød svækkede Rusland i en grad, der muliggjorde, at krimtatarerne kunne plyndre flere centrale russiske regioner og nedbrænde Moskva i 1571. Trods nedbrændingen af Moskva lykkedes det Ivan 4. at besejre krimtatarernes hær i 1572. Samme år opgav Ivan opritsjninaen.
Farerne udefra vedblev at være et problem under den sidste del af Ivans regeringstid. Hære fra Polen-Litauen og Sverige hærgede i Ruslands nord og nordvestlige dele. Ved Ivan 4.’s død lå Ruslands økonomi i ruiner bl.a. som følge af de førte krige, der havde kostet Rusland dyrt økonomisk.

### Forvirringens tid
Efter Ivans barnløse søn Fjodor døde, uddøde Rurikslægten, og der kom en tid med borgerkrige, økonomiske og sociale kriser og udenlandsk indtrængen i Rusland, der betegnes "Forvirringens tid" (1606–13), hvilket førte til et midlertidigt kollaps af den russiske stat. Usædvanlig kolde somre (1601–1603), fejlslagen høst, der ledte til hungersnød og en generel opløsning af samfundets sociale sammenhængskraft. Zarerne tiltrådte og styrtedes med korte mellemrum. Boris Godunovs regeringsperiode endte i kaos, borgerkrig og affolkning af mange landdistrikter. Uroen i landet blev ikke mindre af, at Den Polsk-litauiske realunion ved flere lejligheder angreb Rusland.
Under Den polsk-russiske krig (1605–1618) nåede polsk-litauiske styrker Moskva, hvod de i 1605 indsatte Falske Dmitrij 1. som zar og støttede Falske Dmitrij 2. i 1607. Et af lavpunkterne under Forvirringens tid indtraf, da en kombineret svensk-russisk hær blev besejret og spredt af numerisk underlegne polske styrker under ledelse af hetman Stanisław Żółkiewski under slaget ved Klusjino den 4. juli 1610. Som et resultat af nederlaget afsatte de Syv bojarer, en gruppe russiske adelsfolk, zar Vasilij 4. den 27. juli 1610, og indsatte den polske hertug Vasilij 4. af Rusland som russisk zar den 6. september 1610. Polakkerne invaderede Moskva den 21. september 1610, som blev brændt ned. Krisen fremprovokerede en patriotisk opstand mod den polsk-litauiske invasion i 1611 og 1612. Til sidst fik en frivillig hær under ledelse af Kuzma Minin og fyrst Dmitrij Pozjarskij fordrevet de fremmede styrker fra Moskva i november 1612.
Den russiske stat overlevede Forvirringens tid og de svage og korrupte zarer i perioden grundet landets stærke offentlige institutioner. Statens institutioner og embedsmændene fortsat med at fungere uanset, hvilken zar, der var på tronen, og hvorledes denne var kommet til magten. Men Forvirringens tid førte til tab af territorier i vest til Den Polsk-litauiske realunion under Den polsk-russiske krig (1605–1618) og til Sverige under Den ingermanlandske krig (1610-17).

### Huset Romanovs centralisering af magten
Da polakkerne blev fordrevet fra Moskva, var den polske konge Vladislav 4. Vasa formelt russisk zar, men som følge af urolighederne, havde han aldrig regeret. Efter fordrivelsen i 1612, blev der i februar 1613 afholdt en stænderforsamling, Zemskij sobor, med repræsentanter fra 50 byer med henblik på at vælge en ny regent. Forsamlingen udpegede den 16-årige søn af patriarken Filaret, Mikhail Romanov, til at indtage tronen. Mikhail var den første zar fra Romanovdynastiet, der kom til at regere Rusland frem til 1917.
Det primære mål for det nye dynasti var at genoprette freden. Til Moskvas held var Ruslands fjender, Polen-Litauen og Sverige optaget af en bitter konflikt mellem de to lande, hvilket gav Rusland muligheden for at indgå en fredsaftale med Sverige i 1617 og til at indgå en våbenhvile med Polen-Litauen i 1619.
Tilbageerobringen af de tabte landområder begyndte i midten af 1600-tallet, da Khmelnytskijopstanden (1648–57) under ledelse af kosakken Bogdan Khmelnytskij i Ukraine gjorde oprør mod Polen-Litauen, hvilket i januar 1654 førte til Perejaslav-traktaten mellem Rusland og de ukrainske kosakker. Med traktaten gav Rusland beskyttelse til kosakkernes stat øst for Dnepr, der tidligere havde været under polsk kontrol. Traktaten udløste Den polsk-russiske krig (1654–1667), der blev afsluttet ved Andrusovo-traktaten, hvor Polen accepterede tabet af det østlige Ukraine, Kijev og Smolensk.
Den russiske erobring af Sibirien begyndte i slutningen af 1500-tallet og fortsatte i 1600-tallet. I slutningen af 1640'erne nåede russerne Stillehavet, hvor den russiske opdagelsesrejsende Semjon Desjnjov opdagede strædet mellem Asien og Amerika. Den russiske ekspansion i Fjernøsten mødte kinesisk modstand fra Qing-dynastiet. Efter en række træfninger mellem russiske og kinesiske styrker i sidste halvdel af 1600-tallet, indgik parterne i 1689 Nertjinsktraktaten, der fastsatte grænserne omkring floden Amur.
For at undgå yderligere konfrontation med de tidligere Romanov-fyrster samarbejdede bojarerne med dem i deres bestræbelser på yderligere at centralisere staten. Den russiske stat stillede større krav til den nye og den gamle adel, særlig forpligtelsen til at stille soldater til rådighed for staten; til gengæld fik bojarerne tilladelse til at gennemføre bestræbelserne på at gøre bønderne livegne og derved undergivet godsejerne.
I det foregående århundrede havde staten gradvist begrænset bøndernes ret til at flytte fra en godsejer til en anden. Med gennemførelsen af det fulde livegenskab, blev bønderne tvunget til at forblive på "deres" godsejers ejendom, og flugt fra godset blev straffet hårdt af staten. Staten og godsejerne pålagde bønderne betydelige skatter mange gange større end i det foregående århundrede. Udover byrderne der blev pålagt landbefolkningen, blev også håndværkere og handelsfolk pålagt betydelige skatter, ligesom de som de livegne bønder blev forbudt at flytte. Alle undersåtter blev pålagt tillige militære afgifter.
Forholdene medførte, at oprør og optøjer blandt bønder og borgere i Moskva på denne tid var hyppigt forekommende. Der opstod uroligheder på grund af skatter på salt (Saltopstanden, 1648), devalueringen af mønternes værdi (Kobberopstanden, 1662), ligesom en større opstand i 1682 opstod efter uklare magtforhold i riget. Den langt største bondeopstand i 1600-tallets Europa brød ud i 1667. Som frie folk i det sydlige Rusland reagerede kosakkerne mod den stigende centralisering af staten, og flygtede livegne bønder sluttede sig til oprørerne. Kosakkernes leder Stenka Razin førte sine følgere op lange Volga og opfordrede til bondeopstande og for at afsætte den lokale administration og erstatte den med kosakker og kosakkernes love. Zarens hær knuste til sidst oprørshæren i 1670 og tog året efter Stenka til fange og halshuggede ham.

## Det Russiske Kejserrige (1721–1917)

### Befolkningsudvikling
Størstedelen af Ruslands geografiske ekspansion fandt sted i 1600-tallet og kulminerede med koloniseringen af Sibirien og områderne mod Stillehavet i midten af 1600-tallet. I tillæg til koloniseringen af Sibirien opnåede Rusland efter Den polsk-russiske krig (1654–1667) nyt territorium i Ukraine og Europa, ligesom De russisk-tyrkiske krige havde givet territorium i områderne sydpå omkring Sortehavet. Polens delinger i årene mellem 1790–1815 medførte, at yderligere territorium overgik til Rusland. Yderligere territorial ekspansion i 1800-tallet fandt primært sted i Asien, syd for Sibirien.
| År   | Befolkningen i Rusland (mio.) | Notes                                    |
| 1720 | 15,5                          | herunder territorier i Baltikum og Polen |
| 1795 | 37,6                          | herunder dele af Polen                   |
| 1812 | 42,8                          | herunder Finland                         |
| 1816 | 73,0                          | herunder Kongrespolen, Bessarabien       |
| 1914 | 170,0                         | herunder nye territorier i Asien         |

### Peter den Store
Peter den Store (1672–1725) indførte centraliseret enevælde i Rusland og spillede en væsentlig rolle i at få knyttet Rusland til det europæiske system af stater. Rusland var under Peter den Store geografisk det største land i verden, der spændte fra Østersøen til Stillehavet. Langt den største del af landet var ubeboet og rejse gennem landet foregik langsomt. Størsteparten af ekspansionen fandt sted i midten af 1600-tallet. På trods af det omfattende territorium var landets indbygger tal dog kun ca. 14 millioner. Geografisk ligger størsteparten af Rusland i egne med en kort vækstsæson for afgrøder og landbruget benyttede kun i begrænset omfang dyrkning af kartofler. Som følge heraf var størstedelen af befolkningen beskæftiget i landbruget. Rusland forblev isoleret fra handel via søvejene og landets internationale handel, kommunikation og fremstillingsindustri var sæsonafhængig.
Peter den Store reformerede den russiske hær og etablerede den russiske flåde. Peter den Stores første militære anstrengelser var rettet mod Det Osmanniske Rige. Hans mål var at opnå fodfæste ved Sortehavet gennem Azovfelttogene (1695–96) ved erobring af byen Azov. Efter erobringen af Azov rettende han fokus mod nordvest.
Rusland havde ikke sikker adgang til havet i den vestlige del af riget, bortset fra ved byen Arkhangelsk ved Hvidehavet, hvor havnen imidlertid var tilfrosset ni måneder om året. Adgang til Østersøen var blokeret af Sverige, hvis territorium sluttede op til Rusland på tre sider. Peter den Stores mål var et "vindue mod havet", hvilket i 1699
fik ham til at indgå en hemmelig alliance med Den Polsk-litauiske Realunion og Danmark mod Sverige, hvilket førte til Den Store Nordiske Krig. Krigen sluttede i 1721, da et udmattet Sverige søgte om en fredstraktat med Rusland. Ved traktaten fik Peter den Store fire provinser syd og øst for Den Finske Bugt, og sikrede sig på denne måde adgang til Østersøen. Peter havde allerede i 1703 grundlagt den by, der senere blev til Ruslands nye hovedstad, Sankt Petersborg, der som et "vindue til Europa" skulle afløse Moskva, der havde været landet kulturelle centrum.
Udover ekspansionen omkring det svensk kontrollerede Finland pressede Rusland også på med indflydelse på den polsk-litauiske realunion, hvilket blev markeret ved den Den stille Sejm, der indledte en 200 år lang russisk indflydelse på det territorium, der indtil da var kontrolleret af realunionen. For at markere disse erobringer antog Peter den Store titlen som kejser, og Zar-Rusland blev officielt Det Russiske Kejserrige i 1721.
Peter den Store omorganiserede regeringen efter vestligt forbillede og gjorde Rusland til en stat med enevælde. Han udskiftede den gamle Duma bestående af bojarerne med et Senat bestående af ni medlemmer, der i praksis fungerede som et statsråd. Landdistrikterne blev inddelt i nye guvernementer og distrikter. Senatets opgave var at opkræve skatter. Under Peter den Stores regeringstid blev skatteindtægterne tredoblet.
Der blev i 1722 oprettet nye ministerier i Sankt Petersborg, der overtog opgaverne fra de tidligere departementer og samme år indførte Peter den Store en ny rangorden, hvor borgernes rang blev oplistet. Som led i reformerne blev den ortodokse kirke delvist inkorporeret i Ruslands administrative struktur, hvilket i realiteten indebar, at kirken blev en del af statsapparatet. Patriakatet blev afløst af et kollektivt organ, Den Hellige Synode, der var ledet af en regeringsembedsmand. Samtidig udbyggede Peter den Store adelens forpligtelser overfor staten.
Samtidig hermed var det tidligere magtfulde Safaviderige i syd i forfald. Peter den Store drog fordel af Safavidrigets problemer og påbegyndte den Russisk-persiske krig (1722-1723) for at øge den russiske indflydelse i Kaukasus og i områderne omkring det Kaspiske Hav. Efter betydelig succes og erobring af mange provinser og byer i Kaukasus og det nordlige Persien, var Safaviderne tvunget til at overgive store områder til Rusland. 12 år senere blev disse områder dog leveret tilbage til Persien i forbindelse med en alliance mellem Rusland og Persien rettet mod den fælles fjende, Det osmanniske rige.
Peter den Store døde i 1725 uden at efterlade sig en klar arvtager, men Rusland havde under hans regering udviklet sig til en stormagt. Han blev efterfulgt som regent af sin anden hustru Katharina 1. (1725–1727), men den reelle magt lå hos en gruppe højtstående embedsmænd, og herefter af barnebarnet Peter 2. (1727–1730) og herefter af niecen Anna (1730–1740), der var datter af zar Ivan 5. Herefter tiltrådte Annas arving Ivan 6., der hurtigt blev afsat ved et kup og landet regeredes herefter af Peter 1.'s datter Elisabeth (1741-1762). Under hendes regeringstid deltog Rusland i Syvårskrigen.

### Katarina den Store
Der skulle gå næsten 40 år fra Peter den Stores død til en tilsvarende ambitiøs regent skulle tiltræde Ruslands trone. Katarina 2., "den Store", (1762–1796) var en tysk prinsesse, der giftede sig med den tyske arving til den russiske trone, Peter 3. af Rusland. Den upopulære Peter den 3. blev anset som tilbagestående, og Katarina afsatte ham ved et kup, hvorefter han kort efter blev myrdet. Katarina 2. var herefter Ruslands kejserinde. Katarina var en stærk støtte til oplysningstiden idealer og støttede kunst, videnskab og uddannelse og omdannede regeringsformen til oplyst enevælde. Hun bidrog til den styrkelse af den russiske adel, der var begyndt efter Peter den Stores død og frigjorde adlen fra en række af dens forpligtelser overfor staten. Hun overtog kontrollen med kirkens besiddelser og reducerede drastisk klostrenes størrelse og satte den resterende del af de gejstlige på et stramt budget.
Katarina førte en ekspansiv udenrigspolitisk kurs. Hun forøgede aktivt den russiske kontrol over den Polsk-litauiske realunion herunder gennem støtte til Targowicakonføderationen. Den offensive udenrigspolitiske kurs og militære støtte krævede økonomiske ressourcer, hvilket indebar, at den store livegne del af befolkningen måtte arbejde hårdt for godsejerne. De hårde forhold for landbefolkningen førte til en opstand blandt de livegne i 1773-75, Pugatjovopstanden. Oprøret var omfattende og truede med at indtage Moskva, indtil Katarina fik knust oprøret. Som de fleste andre monarker under den oplyste enevælde valgte også Katarina at basere sin magt på en alliance med adlen.
Katarina gennemførte med succes to krige med det stagnerende Osmanniske rige: (1768–1774) og (1787-1792) og rykkede Ruslands sydlige grænse til Sortehavet. Rusland annekterede Krim i 1783 og etablerede Sortehavsflåden under Den kejserlige russiske flåde. Gennem alliancer med Østrig-Ungarn og Preussen annekterede hun territorier, der tidligere havde tilhørt Den polsk-litauiske realunion, hvor der efter en hundredårig lang russisk indflydelse var en overvejende russisk-ortodoks befolkning og bidrog således til Polens delinger, der førte den russiske grænse længere mod vest og Centraleuropa.
I overensstemmelse med de forpligtelser, som Rusland havde påtaget sig overfor georgierne ved Georgievskij-traktaten, indledte Katarina en ny krig med Persien i 1796 efter, at perserne året inden havde invaderet Georgien, indsat et persisk styre og indtaget de nyligt etablerede russiske garnisoner i Kaukasus.
I 1798–99 deltog Rusland i Den anden koalitionskrig, hvor de russiske tropper under ledelse af Aleksandr Suvorov besejrede Frankrig i det nordlige Italien.

### Imperiets udvikling (1725–1825)
De russiske kejsere i 1700-tallet bekendte sig til idéerne om oplyst enevælde. Reformivrige kejsere som Peter den Store og Katharina den Store bragte vestlige eksperter, videnskabsmænd, filosoffer og ingeniører til Rusland. Inspirationen fra vesten og moderniseringen kom dog alene de øverste samfundsklasser til gavn. Hovedparten af befolkningen, bønderne, forblev i livegenskab uden nogen forandring. Mange indflydelsesrige russere var dog imod de fremmede idéer. Særlig efter napoleonskrigene opstod en stærk anti-vestlig bevægelse, der førte til omfattende udrensninger mod vesterlændinge og deres støtter på russiske universiteter og højere læreanstalter og i centraladministrationen.
I midten af 1700-tallet blev uddannelsessystemet forbedret med grundlæggelsen af højere læreanstalter. De to første universiteter i Rusland, Sankt Petersborgs Statsuniversitet og Moskvas statsuniversitet åbnede i de to hovedstæder. Den russiske udforskning af Sibirien og Fjernøsten fortsatte. Den 2. Kamtjatka-ekspedition under ledelse af danske Vitus Bering lagde grunden for russisk kolonisering af Alaska i Nordamerika. Ved slutningen af 1700-tallet var Alaska en russisk koloni, Russisk Alaska. I begyndelsen af 1800-tallet blev Alaska anvendt som base for den første russiske jordomsejling 1803-06. I 1819–21 opdagede russiske søfolk Antarktis under Den første russiske antarktisekspedition.
Rusland var i perioden i en tilstand af permanent økonomisk krise. Skatteindtægterne steg fra 9 millioner rubler i 1724 til 40 millioner i 1794, men udgifterne steg hurtigere, og udgjorde i 1794 49 millioner rubler. Statens udgifter gik til drift af militæret (46%), regeringens økonomiske aktiviteter (20%), administration (12%) og 9% til hoffet i Sankt Petersborg. Underskuddet på statens finanser blev dækket ved låntagning, primært i Amsterdam; fem procent af budgettet gik til betaling af renter. Statens udstedte papirpenge til at dække udgifterne til de dyre krige, hvilket skabte inflation. For alle de penge Rusland brugte, fik landet en stor og sejrrig hær, en stor administration og bureaukrati og et hof, der kunne måle sig med hofferne i London og Paris. Men regeringen levede langt over evne, og Rusland forblev i 1700-tallet fattigt og tilbagestående med en stor livegen landbefolkning, der i vidt omfang var ude af stand til at læse og skrive.

### Aleksandr 1. og sejr over Napoleon
Da Katharina den Store døde i 1796, havde hendes ekspansive politik gjort Rusland til en førende europæisk nation. Hendes efterfølger Aleksandr 1. fortsatte denne ekspansive politik og erobrede Finland fra det svækkede Sverige i 1809 og Bessarabien fra osmannerne i 1812.
Efter Rusland i 1802 havde befriet Georgien fra den persiske besættelse, udbrød i 1804 på ny krig mod Persien over kontrollen over Georgien og persiske territorier i det nuværende Aserbajdsjan og Dagestan. Krigen blev afsluttet med russisk sejr i 1813, hvilket tvang Qajar-dynastiet til at overgive store områder i Kaukasus til Rusland. Samtidig søgte Rusland territoriel ekspansion i sydvest på bekostning af Osmannerriget.
Under Aleksandr 1. skiftede Ruslands europæiske politik fra 1804 til 1812 frem og tilbage i forholdet til Frankrig og Napoleon; fra neutral mægler til anti-Napoleon, til allieret med Napoleon og til i 1812 at blive Napoleons fjende. Aleksandr sluttede sig til den Tredje koalition mod Napoleon, men efter det store nederlag ved Slaget ved Austerlitz skiftede han side og indgik i 1807 en alliance med Napoleon ved Freden i Tilsit, hvor Rusland tilsluttede sig Napoleons kontinentalspærring. Efter det engelske angreb på København i 1807 erklærede Aleksandr 1. krig mod England og indledte den begrænsede engelsk-russiske krig (1807-1812).
Ruslands alliance med Napoleon var dog skrøbelig, og der bestod grundlæggende uenigheder, særlig om kontrollen over Polen. Dertil kom, at Ruslands tilslutning til kontineltalspærringen, der afskar Rusland fra handel med Storbritannien, havde negative konsekvenser for den russiske økonomi. Der var internt i Rusland modstand mod Ruslands deltagelse i kontinentalspærringen. Alliancen med Napoleon brød sammen i 1810, hvor Rusland tillod neutrale handelsskibe at sejle til britiske havne. Forholdet mellem Frankrig og Rusland blev herefter gradvist mere anspændt, og den 24. juni 1812 invaderede Napoleon Rusland med en hær, La Grande Armée bestående af 450.000 soldater.
Napoleons felttog i Rusland indledtes, da Napoleons hær krydsede floden Memel med retning mod Sankt Petersborg og Moskva. Hæren trængte hurtigt frem, og de russiske styrker trak sig tilbage, men benyttede "den brændte jords taktik". Ved det første slag ved Polotsk den 17. og 18. august 1812 lykkedes det den russiske hær at stoppe Napoleons fremrykning mod Sankt Petersborg. Invasionen koncentrerede sig herefter om Moskva, hvor Napoleon personligt ledte tropperne. Den russiske hær trak sig fortsat tilbage og først den 7. september 1812 kom det til et større slag mellem de to hære ved Slaget ved Borodino tæt ved Moskva. Det lykkedes ikke den russiske hær at besejre Napoleons Grande Armee, men omvendt lykkedes det heller ikke Napoleon at opnå en afgørende sejr, ligesom Napoleons hær havde lidt betydelige tab. Den russiske hær trak sig tilbage til en position syd for Moskva, og Napoleon kunne herefter indtage byen. Moskva blev dog beordret nedbrændt af byens russiske kommandant. Napoleon forsøgte forgæves at opnå en fredsaftale med Aleksandr 1., der dog afviste enhver form for fredsaftale. I stedet fortsatte russerne med at afbrænde marker og afskære forsyninger til resterne af Napoleons hær, hvilket påførte invasionshæren enorme logistiske problemer. Hæren var ikke forberedt på krigsførelse i den russiske vinter, og mellem 85-90% af soldaterne døde af sygdom, kulde, sult eller baghold fra russiske guerilla-enheder.
Napoleon måtte trække resterne af sin hær tilbage. Under tilbagetoget forfulgte russiske tropper Napoleons hær, der blev endeligt besejret ved Slaget ved Leipzig i oktober 1813, og russiske og øvrige allierede tropper indtog herefter Paris. Ud af Ruslands befolkning på ca. 43 million, mistede Rusland ca. 1,5 millioner i 1812; af disse var ca. 250.000-300.000 soldater, resten var bønder og livegne.
Efter Napoleons endelige nederlag i 1815 blev Aleksandr 1. betegnet som "Europas regningsmand". Han ledte forhandlingerne om de nye grænser i Europa ved Wienerkongressen (1814–15), der gjorde ham til konge over Kongrespolen. Han skabte Den Hellige Alliance med Østrig og Preussen for at bekæmpe de revolutionære bevægelser i Europa, som han anså som umoralske trusler mod legitime kristne monarker. Han støttede Østrigs Klemens von Metternich i undertrykkelsen af alle nationale og liberale bevægelser.
Rusland stod således ved Napoleonkrigenes afslutning som en af de absolut førende europæiske magter og spillede en ledende politisk rolle frem til 1848, men fastholdelsen af det feudale system med livegenskab indebar, at landet ikke opnåede nævneværdig økonomisk fremgang. Hvor de vesteuropæiske økonomier voksede under Den industrielle revolution, og forøgede handlen over søvejene og via kolonialismen, sakkede Rusland længere og længere bagud, hvilket besværliggjorde evnen til at finansiere stærke og moderne hære.

### Nikolaj 1. og Dekabristopstanden
Ruslands status som stormagt skyggede for landets ineffektive regering, folkets isolation og landets økonomiske tilbageståenhed. Efter sejren over Napoleon var Aleksandr 1. villig til at drøfte reformer af forfatningen, men selv om enkelte ændringer blev gennemført, skete der dog ingen væsentlige ændringer.
Aleksandr 1 blev afløst af den yngre bror Nikolaj 1. (1825–1855), der kort efter sin kroning blev konfronteret med en opstand. Opstanden havde sin baggrund i Napoleonkrigene, idet flere veluddannede russiske officerer i forbindelse med kamphandlingerne rejste i Vesteuropa og lod sig inspirere af de liberale idéer i Europa og ønskede a indføre disse i det stadig enevældige Rusland. Resultatet var Dekabristopstanden i december 1825, hvor en mindre gruppe liberale adelige og officerer søgte at indsætte Nikolajs bror Konstantin som landets monark. Opstanden blev dog hurtigt nedkæmpet, og førte til, at Nikolaj 1. tog afstand fra de liberale reformer og i stedet lagde vægt på den reaktionære doktrin "Ortodoksi, Autokrati og Nationalisme".
I årene 1826–1828 udkæmpede Rusland en ny krig mod Persien. Efter en række nederlag ved krigens begyndelse fik Rusland fremgang og vandt krigen, der blev afsluttet på favorable vilkår. Ved fredstraktaten i 1828 fik Rusland kontrol med Armenien, Nakhitjevan, Nagorno-Karabakh, Aserbajdsjan og Iğdır. I 1828 invaderede Rusland under Den russisk-tyrkiske krig (1828-1829) det nordøstlige Anatolien og besatte de for osmannerne strategisk vigtige byer Erzurum og Gumushane og modtog som beskytter og befrier af den græsk-ortodokse befolkning stor støtte af den græske lokalbefolkning, pontierne. Efter en kort besættelse trak den kejserlige hær sig dog tilbage til Georgien. I 1830’erne havde Rusland erobret alle persiske og større osmanniske territorier i Kaukasus.
I 1831 knuste Nikolaj Novemberopstanden i Polen. En ny opstand i Polen fulgte i 1863 med Januaropstanden, der dog også blev slået ned. Frankrig, England og Østrig søgte at mægle, men uden held. Den patriotiske russiske presse benyttede den polske opstand til at samle den russiske nation, og hævdede, at det var Ruslands gudgivne mission at frelse Polen og Verden. Som en konsekvens at opstanden mistede landet sine hidtidige politiske privilegier og juridiske rettigheder, ligesom der skete en øget russificering i skoler og i retsvæsenet.

### Kunst og litteratur i Rusland i den første halvdel af 1800-tallet
Den første fjerdedel af 1800-tallet er den periode, hvor russiske litteratur opstår som et uafhængigt og banebrydende fænomen; et tidspunkt, hvor det russiske litterære sprog dannes. Årsagerne til den hastige udvikling af den russiske litteratur i denne periode var bl.a. brydningen mellem øst og vest.
I takt med, at Vesteuropa moderniserede sig var det store russiske debatemne efter 1840, hvilken retning landet skulle tage. På den ene side ønskede mange at imitere vesten, hvorimod andre vendte sig mod vestens udvikling og i stedet ønskede en fastholden af traditionen. Dem, der så mod vest, dannede en intellektuel bevægelse, der beklagede hvad de anså som den russiske kulturstilbageståenhed, og så mod Vesteuropa for intellektuelt lederskab. En frontfigur i bevægelsen af Pjotr Tjaadaev (1794–1856), der udstillede Ruslands kulturelle isolation fra et vestligt perspektiv i sine Filosofiske breve i 1831. Han såede tvivl om Ruslands store fortid og latterliggjorde ortodoksien for at være ude af stand til at tilvejebringe et solidt spirituelt grundlag for den russiske sjæl. Han opfordrede Rusland til at se mod Vesteuropa, særlig for den rationelle og logiske tanke, Vestens progressive ånd, dets lederskab inden for videnskaberne og dets lederskab på vejen til frihed. Andre prominente russere, der så mod vest, var Vissarion Belinskij (1811–1848), og Aleksandr Herzen (1812–1870). Heroverfor stod tilhængerne af den panslavisme, der opstod på denne tid. De slavofile anså Vesten som dekandent, var modstandere af bureaukrati og foretrak kollektivisme og en videreudvikling af det middelalderlige russiske mir (obsjtjina), en slags kollektivt landsbyfællesskab frem for vestens individualisme og traditionalister, der lagde vægt på den åndelige dybde af den russiske tradition.
Blandt de fremtrædende forfattere i denne periode er Aleksandr Pusjkin, der af mange anses som Ruslands nationaldigter og grundlæggeren af den moderne russisk litteratur. Pusjkin udviklede romantikken i russisk kontekst og lod sig inspirere af vestens liberale tanker.

### Krimkrigen
Efter krigen mod Napoleon blev Rusland dybt involveret i europæiske forhold som en del af Den Hellige Alliance, der var etableret som en ordenshåndhæver i Europa. For at kunne håndhæve orden i Europa var det nødvendigt med store hære, og de øvrige medlemmer af alliancen, bl.a. Preussen, England og Østrig, fandt af den grund nytte af Rusland, der med sin store hær var i stand til at levere det nødvendige antal tropper, hvilket stemte fint overens med Nikolaj 1.'s mål. Da Revolutionerne i 1848 bredte sig i Europa, nedkæmpede russiske tropper i 1849 på Østrigs begæring et oprør i Ungarn, hvorved det blev forhindret, at det spredte sig til det russiske polen. Der blev ligeledes slået hårdt ned på alle tegn på intern opposition eller oprør.
Rusland forventede, at det til gengæld for sine bidrag til den Hellige Alliance fik frie hænder til at gøre op med Det Osmanniske Rige, der var i forfald. I 1853 invaderede Rusland de osmannisk kontrollerede områder syd for Rusland, hvilket ledte til Krimkrigen. Storbritannien og Frankrig støttede dog osmannerne under konflikten. Efter en krig med store tabstal på begge sider måtte Rusland slutte fred på ydmygende vilkår. Fredsslutningen indebar blandt andet, at de russiske ønsker om ekspansion i områderne, der i dag udgør Rumænien og Bulgarien, måtte opgives, men værre var, at Rusland måtte opgive sin Sortehavsflåde og nedlægge flådebaserne i Sortehavet, særlig Sevastopol, og acceptere, at Sortehavet var demilitariseret zone.
Ingen stormagt havde før måtte acceptere en sådan demilitarisering, og fredsbetingelserne indebar, at Ruslands ønske om kontrol med Sortehavet - og derved adgang til verdenshavene uafhængig af vejrlig i Østersøen og Hvidehavet - måtte opgives og i stedet var underlagt andre stormagters ønsker. Det militære nederlag udstillede hærens svaghed og teknologiske tilbageståenhed, ligesom det blev klart, at det russiske samfund og administration på en lang række områder var ineffektivt og inkompetent. Der var ikke bygget nødvendig infrastruktur, herunder forsynings- og kommunikationslinjer samt veje og jernbaner i nord-syd retning, til at understøtte de militære ambitioner. Det image som internt i Rusland var bygget op om den russiske stats styrke, krakelerede med nederlaget i Krimkrigen og med det ligeledes forestillingen om enevældens nødvendighed.

### Aleksander 2. og ophævelse af livegenskabet
Nikolaj 2. døde, mens Krimkrigen blev udkæmpet. Ved Krimkrigens begyndelse var Rusland anset som en noget nær uovervindelig stormagt, der havde sat en stopper for Napoleonskrigene og havde tilføjet Napoleon det afgørende nederlag, men da en koalition af europæiske stormagter havde sluttet sig sammen mod Rusland, var svagheden ved zar Nikolajs regime blevet udstillet.
Da Aleksandr 2. blev indsat på tronen i 1855 var der et udbredt ønske om reformer af det russiske samfund. Det mest presserende problem for regeringen var det russiske livegenskab. Af Ruslands 67 millioner indbyggere var 23 millioner livegne og levede således under slavelignende forhold. Under bekymring for interne uroligheder, der ultimativt kunne føre til en revolution, valgte Aleksandr 2. i 1861 at gennemføre reformer, der ophævede livegenskabet. Ophævelsen af livegenskabet medførte en vandring mod de større byer, og den nye tilflytning af arbejdskraft styrkede den russiske industri, ligesom middelklassen voksede i størrelse og indflydelse. Landboreformerne gav bønderne mulighed for at købe jord, og de fik støtte fra staten til at købe jorden fra godsejerne. Al jord overdraget til bønderne var ejet kollektivt af et "mir", et landsbykollektiv, der fordelte de enkelte jordstykker blandt medlemmerne af kollektivet.
Udover landboreformerne gennemførte Aleksandr flere andre reformer. Han reformerede det forældede domstolssystem, og indførte bl.a. valg af lokale dommere, en afskaffelse af dødsstraf, styrkede decentral forvaltning, moderniserede militærets kommandoveje, gennemførte en mere retfærdig værnepligt, afskaffede mange af adelens privilegier og styrkede universiteterne. Udenrigspolitisk solgte han Alaska til USA i 1867, da han frygtede, at den fjerntliggende koloni kunne blive tabt til Storbritannien i en ny krig. Han opnåede fred og lagde afstand til Frankrig, Napoleon 3. faldt. Han knyttede sig til Tyskland og Østrig-Ungarn i Trekejseralliancen, der stabiliserede den europæiske situation. Det russiske imperium blev udvidet i Sibirien og i Kaukasus og opnåede kontrol med kinesiske landområder. Stillet overfor et oprør i Kongrespolen i 1863 ophævede han Polens forfatning og annekterede landet. For at bekæmpe opståen af revolutionære og anarkistiske bevægelser sendte han tusinder i eksil i Sibirien. Han var i færd med at gennemføre parlamentariske reformer, da han blev myrdet i 1881 ved et attentat.
I slutningen af 1870'erne kom det atter til krig mellem Rusland og Det Osmanniske Rige på Balkan. Den russisk-tyrkiske krig (1877-1878) var populær blandt det russiske folk, der støttede den russiske støtte til de slaviske folkeslag, serberne og bulgarerne. Ruslands sejr i krigen gav flere balkanstater mulighed for at erklære sig uafhængige: Rumænien, Serbien og Montenegro. Endvidere blev Bulgarien de facto også uafhængigt efter 500 år med tyrkisk styre. Imidlertid medførte krigen spændinger i forhold til Østrig-Ungarn, der også havde territorielle ambitioner på Balkan. Vilkårene i fredsaftalen mellem Rusland og Det Osmanniske Rige blev således til Ruslands skuffelse delvist ændret ved Berlinerkongressen i 1878, men Rusland respekterede udfaldet af kongressen.
I denne periode ekspanderede Rusland sin tilstedeværelse i Centralasien, der var rig på råstoffer. Rusland erobrede Kokand-khanatet, Bukhara-Emiratet og Khiva-khanatet og Transkaspien. Ruslands ekspansion i Asien førte til konfrontation med det britiske imperium om kontrollen med området, en konflikt, der fik navnet The Great Game. Konflikten fik sin løsning i begyndelsen af 1900-tallet, da de to imperier enedes om at opdele Asien i interessesfærer.

### Kunst, kultur og nihilisme i Rusland i den anden halvdel af 1800-tallet
I 1860'erne opstod en bevægelse, kendt som nihilisterne i Rusland. Begrebet blev oprindeligt introduceret af Ivan Turgenev i dennes roman fra 1862 Fædre og sønner. Nihilisterne tilskyndede nedbrydelsen af menneskets institutioner og love, da disse ansås for kunstige og korrupte. Det centrale i den russiske nihilisme er, at verden savner mening, objektiv sandhed og værdier. Mange liberale russere havde i en længere periode været utilfredse med, hvad de anså som tomme diskussioner blandt de intellektuelle. Nihilisterne stillede spørgsmålstegn ved alle gamle værdier og chokerede det russiske etablissement. Nihilisterne gik fra at være blot en filosofisk strømning til en væsentlig politisk bevægelse. Nihilisternes bevægelse fandt appel i dekabristernes oprør i 1825 og i følgerne efter Ruslands ydmygende nederlag i Krimkrigen, der fik mange russere til at tbe troen på politiske institutioner. De russiske nihilister skabte "En revolutionærs katikismus", og en af de fremtrædende nihilister Sergej Nechaev dannede forlæg for Dostojevskijs roman De besatte.
Nihilisterne forsøgte først at overbevise aristokratiet om behovet for reformer. Da disse forsøg viste sig frugtesløse, søgte nihilisterne at påvirke bønderne. Deres indsats overfor det jævne folk, i stedet for agitation rettet mod aristokratiet og samfundsspidser, blev kaldt Narodnik. Det var baseret på en filosofi om, at jævne mennesker besad visdom og evnen til fredeligt at lede nationen.
Da Narodnik-bevægelsen fik momentum, søgte regeringen hurtigt at udslette den. Som modsvar til regeringens reaktion begyndte radikale dele af bevægelsen at udøve terrorisme. Adskillige prominente embedsfolk blev skudt eller dræbt af bomber. I perioden voksede russisk anarkisme og blev en væsentlig revolutionær kraft. Efter flere forsøg på attentater mod Aleksandr 2. lykkede det anarkister at dræbe zaren i et attentat i 1881, samme dag som han havde godkendt et forslag om indkaldelse en repræsentativ forsamling, der skulle vurdere nye reformer udover den allerede gennemførte ophævelse af livegenskabet, således at de revolutionære tendenser kunne dæmpes.
Slutningen af 1800-tallet og begyndelsen af 1900-tallet er kaldt "Den russiske kulturs sølvalder". Denne "sølvalder" var domineret af kunstneriske strømninger som den russiske symbolisme, akmeisme og russisk futurisme, ligesom mange litteraturretninger blomstrede, herunder den mytiske anarkisme indenfor den symbolistiske bevægelse. Den russiske avant-garde var en stor og indflydelsesrig bevægelse indenfor moderne kunst, der voksede frem i kejserriget og i Sovjetunionen i perioden 1890 til 1930, perioden placeres dog også til årene 1850-1960.

### Enevælden og reaktionen under Aleksander 3.
I modsætning til sin far lagde zar Aleksandr 3. (1881–1894) under hele sin regeringstid vægt på de traditionelle russiske dyder og han genoplivede det oprindelige filosofi om "Ortodoksi, Enevælde og Nationalkarakter". Aleksandr 3. var som ivrig slavofil af den opfattelse, at Rusland alene kunne reddes fra verdens kaos ved at afskære sig fra vestens undergravende indflydelse. Under hans regeringstid indgik Rusland Den fransk-russiske alliance for at inddæmme Tysklands voksende indflydelse og militærmagt, ligesom erobringen af Centralasien blev afsluttet. I forholdet til Kina deltog Rusland i nedkæmpelsen af bokseropstanden og opnåede følgelig lukrative handelsaftaler.
Zarens mest indflydelsesrige rådgiver var Konstantin Pobedonostsev, der havde været vejleder for Aleksandr 3. og hans søn Nikolaj, og havde fungeret som leder af Den Hellige Synode fra 1880 til 1895. Han lærte sine kejserlige elever at frygte frihed, og pressefrihed og indgød en modstand mod demokrati, forfatninger og parlamentarisme. Under Pobedonostsev blev der slået hårdt ned på enhver form for revolutionær aktivitet og der blev iværksat en politik om russificering i hele det russiske rige.

### Nikolaj 2. og den nye revolutionære bevægelse
Aleksandr 3. blev afløst af sin søn Nikolaj 2. (1894–1917). Ændringerne i det russiske samfund og den industrielle revolution havde medført, at byernes befolkning var vokset, og at der var opstået store befolkningsgrupper af industriarbejdere og en spirende middelklasse. Denne udvikling satte gang i kræfter, der i den sidste ende ville føre til zarens fald. Politisk var den politiske opposition centreret omkring tre konkurrerende partier eller bevægelser: De liberale elementer blandt fabriksejere og overklassen, der ønskede fredelige sociale reformer og et konstitutionelt monarki dannede i 1905 Kadetpartiet. Tilhængerne af narodnik-traditionen etablerede i 1901 Det Socialrevolutionære Parti, der ønskede fordeling af jorden til dem, der rent faktisk arbejdede på den, bønderne. Den tredje gruppering var Ruslands Socialdemokratiske Arbejderparti stiftet i 1898, der var den primære fortaler for Marxisme i Rusland. Arbejderpartiet havde deres støtter i de radikale intellektuelle og arbejderklassen i byerne og var fortalere for en gennemgribende social, økonomisk og politisk revolution.
I 1903 blev Ruslands Socialdemokratiske Arbejderparti opdelt i to fløje: de radikale bolsjevikker, ledet af Vladimir Lenin, og de mere moderate mensjevikker, ledet af Julij Martov. Mensjevikkerne mente, at den russiske socialisme ville vokse gradvist og fredeligt, og at zarens regime ville blive efterfulgt af en demokratisk republik, hvor socialisterne ville samarbejde med de liberale borgerlige partier. Bolsjevikkerne ønskede i stedet dannelsen af en lille elite af professionelle revolutionære, der under stram partidisciplin skulle fungere som proletariatets spydspids med henblik på at overtage samfundet med magt.
Ved indgangen til det 20. århundrede fortsatte Rusland sin ekspansion i Fjernøsten; det kinesiske Manchuriet var i Ruslands interessesfære og Rusland var aktiv i den europæiske koalition, der nedkæmpede bokseropstanden. I forbindelse med nedkæmpelsen af bokseropstanden besatte Rusland Manchuriet, hvilket ledte til spændinger i forholdet til Det japanske kejserrige, der også havde interesser i området. Uenigheden om Manchuriet ledte i 1904 til den Russisk-japanske krig, der endte med et ydmygende nederlag til Rusland i 1905, da det første gang i historien lykkedes et ikke-europæiske land at påføre en europæisk stormagt et afgørende nederlag.

### Revolutionen i 1905
Den russiske flådes og øvrige russiske styrkers katastrofale nederlag i krigen mod Japan var et knæk i den russiske selvforståelse og et nederlag for den russiske stat og øgede den interne utilfredshed i landet og gav grobund for yderligere uro. Ud over det militære nederlag havde krigen også medført stigende priser på bl.a. fødevarer. Uroen ulmede, og den 22. januar 1905 gik et optog med mere end 200.000 mennesker i Petrograd mod Vinterpaladset med krav om at gribe ind over for de stigende fødevarepriser.
Da optoget nærmede sig zaren palads, åbnede zarens sikkerhedsstyrker bestående af kosakker ild mod folkemængden og dræbte flere hundrede mennesker. Nedskydningen af menneskemængden, der siden er benævnt Den Blodige Søndag, medførte kraftige reaktioner i befolkningen, der reagerede med strejker, bondeoprør og mytteri i hær og flåde, i det der siden er kaldet Den Russiske Revolution i 1905. I efteråret 1905 gik arbejderne i generalstrejke. Strejken blev organiseret af en nedsat sovjet (arbejderråd) i Petrograd og krævede en demokratisk republik i Rusland. Flere andre steder blev nedsat sovjetter, der ledte de revolutionære aktiviteter.
Begivenhederne førte til, at Nikolaj 2. modvilligt måtte udstede Oktobermanifestet, der indkaldte til en national duma med henblik på iværksættelse af reformer og styrkelse af befolkningens rettigheder. Valgretten blev udvidet og Dumaen skulle have vetoret overfor zarens love. De moderate grupperinger var tilfredse, men socialisterne afviste indrømmelserne som utilstrækkelige og forsøgte at organisere yderligere strejker. Ved slutningen af 1905 var der uenighed internt i oppositionen, oprøret blev nedkæmpet og zarens position var midlertidigt styrket. Oprøret var slået ned, men zaren måtte modvilligt gå med til en begrænset demokratisering af landet. Revolutionen viste, at der var brug for forandringer. For at hindre nye oprør tillod zaren i 1906 valg til en rådgivende nationalforsamling, Dumaen, hvor nogle få havde stemmeret, og censuren blev lettet en smule.

### 1. Verdenskrig
Den 28. juni 1914 blev den østrig-ungarske ærkehertug Franz Ferdinand og hans gemalinde Sophie Chotek udsat for et attentat i Sarajevo, hvor den serbiske Gavrilo Princip dræbte regentparret. Der fulgte den 23. juli 1914 et Østrig-Ungarnsk ultimatum til Serbien, der var anset som en russisk vasalstat. Rusland havde ikke forpligtelser overfor Serbien, og mange russiske ledere ønskede at udskyde en militær konfrontation med Tyskland og Østrig-Ungarn. Rusland havde dog Frankrigs støtte, og der var bekymring for, at en manglende støtte til Serbien ville blive udlagt som et tab af russisk troværdighed og derved få væsentlig negativ indflydelse på de russiske ambitioner om lederskab på Balkan. Zar Nikolaj 2. traf derfor den 30. juli 1914 beslutning om mobilisering af de russiske styrker for at forsvare Serbien mod Østrig-Ungarn uanset, at der endnu ikke var erklæret krig. Den russiske mobilisering var den første under juli-krisen, der på den måde blev eskaleret yderligere. Tyskland reagerede på den russiske mobilisering ved to dage efter den 1. august 1914 selv at foretage mobilisering og ved at erklære krig samme dag.
Kamphandlingerne begyndte den 17. august 1914, da den russiske hær angreb Østpreussen og den østrigske provins Galicien.
 Efter nogle dages fremgang i Preussen blev den russiske fremmarch stoppet ved Slaget ved Tannenberg i de sidste dage i august 1914. Angrebet på Galicien var mere succesfuldt og den russiske hær havde ved udgangen af 1914 opnåede kontrol over størstedelen af regionen.
Den russiske succes i Østrig-Ungarn vakte bekymring blandt centralmagterne og medførte, at Tyskland måtte sende store styrker til Østfronten for at tage presset af østrigerne. Ved slutningen af 1914 havde fokus skiftet til de centrale dele af Kongrespolen. Den russiske hær talte store styrker, der kæmpede determineret på trods af manglende organisation og lederskab og mangel på udstyr. Flere soldater blev sendt til fronten uden våben og fik besked på at samle de våben op, som de måtte finde. Hæren led enorme tab, men formåede at binde store mængder tyske og østrigske tropper.
Det lykkedes ikke russerne at få fordel af, at lokalbefolkningerne i de østrig-ungarske områder, eksempelvis i Polen, ofte stod i etnisk og religiøs modsætning til det østrig-ungarske rige. Zar Nikolaj 2. afviste at samarbejde med Statsdumaen og lyttede mindre til eksperter end til sin hustru, der igen var under kraftig indflydelse af den såkaldte "hellige mand" Grigorij Rasputin. De tidlige fremgange under krigen i Galicien hørte op og blev afløst af gentagne militære fiaskoer og bureaukratisk inkompetence. Den tyske flåde blokerede Østersøen, ligesom osmannerne blokerede for forsyninger og eksport gennem Sortehavet. I midten af 1915 var der mangel på mad og brændstof i Rusland, inflationen udhulede værdierne, tabene af menneskeliv enorme og krigens følger demoraliserende store dele af den russiske befolkning. Der udbrød ofte strejker blandt fabriksarbejderne og bønderne, der utålmodigt havde ventet på jordreformer. Samtidig voksede den russiske elites mistro overfor regimet i takt med, at Rasputin angiveligt fik større og større indflydelse. Drabet på Rasputin i 1916 satte en stopper for skandalen, men mistroen overfor regimet bestod.

## Sovjetrusland (1917–1922)

### Russiske revolution
1. verdenskrig påførte Rusland voldsomme økonomiske belastninger og landet var ikke i stand til at omlægge til en krigsøkonomi. Krigsindsatsen indebar, at regeringen måtte bruge enorme summer på militæret og til forsyninger til tropperne. Det russiske skattesystem var ineffektivt og overvejende baseret på indirekte skatter og indtægter fra statslige monopoler, og var ikke tilstrækkeligt til at tilvejebringe midler til krigsindsatsen. Regering foretog derfor en voldsom forøgelse af pengemængden, hvilket fik den i forvejen kraftige inflation til at stige endnu kraftigere. Den kraftige inflation gjorde det vanskeligt at finansiere krigsindsatsen ved udstedelse af krigsobligationer, hvilket igen gjorde det nødvendigt yderligere at forøge pengemængden. Den kraftige inflation kombineret med ineffektiv distribution indebar, at fødevareforsyningen til de store byer mindskedes samtidig med at befolkningstallet i byerne steg grundet antallet af krigsflygtninge, hvilket tilsammen skabte udbredt fødevaremangel i byerne, kombineret med en kraftig stigning i fødevarepriserne. Dertil kom at også priserne på industrivarer steg kraftigt grundet hærens efterspørgsel. Sammenbruddet i den russiske økonomi og den udbredte fødevaremangel i byerne skabte uroligheder i byerne og talrige strejker. Udover det økonomiske sammenbrud led landet under en svag og inkompetent politisk ledelse med en betydelig udskiftning af ansvarlige ministre. I de sytten måneder, der forløb fra september 1915 til februar 1917 havde Rusland fire premierministre, fem indenrigsministre, tre udenrigsministre, tre krigsministre, tre transportministre og fire landbugsministre.
I slutningen af februar (den 3. marts efter den gregorianske kalender) 1917 brød en strejke ud på Petrograds største fabrik Kirovværket (byen havde under krigen ændret navn fra det tyskklingende Sankt Petersborg til det mere russiske Petrograd). Fem dage senere udbrød nye strejker i protest mod indførelsen af rationering af fødevarer, da kvindelige tekstilarbejdere påbegyndte strejker, der hurtigt bredte sig, og i løbet af få dage lå byen stille, og der udbrød gadekampe. Zaren opløste Dumaen, forlangte at de strejkende vendte tilbage til fabrikkerne og gav ordre til at skyde på demonstranter i gaderne. Zarens ordre udløste martsrevolutionen, der fik støtte af flere soldater, der åbenlyst støttede de strejkende. Zaren og aristokratiet faldt den 2. marts (15. marts) 1917, da Nikolaj 2. abdicerede.
For at udfylde magtvakuummet nedsatte Dumaen en midlertidig russisk regering under ledelse af fyrst Georgij Lvov, der skulle lede den nye Russiske Republik. Imens organiserede socialisterne i Petrograd valg blandt arbejdere og soldater til dannelse af sovjetter, der skulle lægge pres på den borgerlige provisoriske regering.
Den provisoriske regering gik imidlertid fra den ene krise til den anden, hvilket underminerede dens autoritet i befolkningen, og i juli 1917 gik den provisoriske regering af for at blive afløst af en regering under Aleksandr Kerenskij, der var mere progressiv end sin forgænger, men ikke tilstrækkelig radikal for bolsjevikkerne og for mange russere, der var utilfredse med den stadig mere alvorlige økonomiske krise og fortsættelsen af krigen. Mens Kerenskijs regering overtog magten skabte den socialistiske sovjet i Petrograd stærkere bånd til de andre sovjetter i Rusland og skabte en national bevægelse i store dele af Rusland.
Den tyske regering betalte i denne periode mere end 40 millioner guldmark i støtte til bolsjevikkernes publikationer og aktiviteter til modarbejdelse af zarens regering for at destabilisere Rusland særlig med fokus på utilfredsheden blandt soldater og arbejdere. I april 1917 sørgede Tyskland for, at Vladimir Lenin i et specialtog kunne vendte tilbage til Rusland fra sit eksil i Schweiz. Det lykkedes bolsjevikkerne at udmanøvrere Kerenskijs regering i november 1917 og Kerenskij og hans moderate regering måtte gå i eksil i de begivenheder, der senere kaldes Oktoberrevolutionen.
Da Den russiske konstituerende nationalforsamling valgt i december 1917 nægtede at blåstemple bolsjevikkernes magtovertagelse, blev den opløst af Lenins tropper, og ethvert tegn på demokrati forsvandt. Efter at have fjernet den moderate opposition i Rusland, kunne Lenin løse problemet med den stadig verserende krig med Centralmagterne. Krigen blev afsluttet ved Brest-Litovsk-freden, hvor Rusland blev tvunget til at afstå større områder i vest (baltiske områder og størstedelen af det nuværende Ukraine), men freden gave bolsjevikkerne muligheden for at koncentrere indsatsen i den borgerkrig, der var brudt ud i Rusland. Fredsaftalen blev endvidere annulleret allerede ved slutningen af året, da Tyskland endegyldigt tabte 1. verdenskrig.

### Russiske borgerkrig
Bolsjevikkernes greb om magten var på ingen måde sikkert, og der udbrød en langvarig kamp mellem på den ene side det nye regime og på den anden side dets modstandere, der omfattede en broget skare af revolutionære socialister, den højreorienterede Hvide hær og et stort antal bønder. Samtidig støttede flere af de allierede under verdenskrigen de anti-kommunistiske styrker militært i et forsøg på at tvinge Rusland til atter at indtræde i krigen. I 1921 havde bolsjevikkerne nedkæmpet den interne opposition og opnået kontrol med det meste af det gamle imperiums territorium, bortset fra Finland, Baltikum, Republikken Moldavien (der sluttede sig til Rumænien) og Polen (som den nye sovjetstat havde kæmpet mod under Den polsk-sovjetiske krig). Finland annekterede Petsjenga-området på Kolahalvøen; og Rusland måtte afstå områder til Estland, Letland og Tyrkiet. Polen overtog bestridte områder i det vestlige Hviderusland og i det vestlige Ukraine, der tidligere havde været en del af kejserriget (bortset fra Galicien) øst for Curzonlinjen.
Begge sider i konflikten udsatte jævnligt civilbefolkningen for brutale krigsforbrydelser. Under borgerkrigen massakrerede militser under den hvide hær mellem 100.000 og 150.000 jøder i Ukraine og det sydlige Rusland, ligesom flere hundrede tusinder blev smidt ud af deres hjem, der ofte blev nedbrændt.
Estimater for det samlede antal dræbte som følge af terror fra bolsjevikkerne og disses Røde Garde og den Røde Hær varierer. En kilde angiver det samlede antal ofte til 1,3 million, hvorimod andre angiver tal mellem 10.000 i den første fase af borgerkrigen og 50.000, andre 140.000. De mest sandsynlige estimater for det samlede antal drab er mellem 100.000, og 200.000.
Ruslands økonomi var ødelagt af krigen. Fabrikker og maskiner var ødelagt, kvæg og råmaterialer var blevet plyndret, miner oversvømmet og landets infrastruktur kraftigt beskadiget. En tørke i 1920 og 1921 tillige med en hungersnød i 1921 gjorde katastrofen værre. Sygdomsepidemier hærgede; 3 millioner døde alene af tyfus i 1920. Andre millioner døde som følge af sult. I 1922 var der mindst 7 millioner gadebørn i Rusland. Mellem 1 og 2 millioner flygtede ud af Rusland. Mange blev evakueret fra Krim, andre gennem Fjernøsten og andre flygtede mod de nyligt uafhængige baltiske lande. En stor del af de flygtende tilhørte den uddannede del af befolkningen.

## Sovjetunionen (1922–1991)

### Dannelsen af Sovjetunionen
Ruslands historie mellem 1922 og 1991 er i al væsentlighed sammenfaldende med Sovjetunionens historie. Den ideologisk baserede union af sovjetrepublikker blev grundlagt i december 1922 af lederne af det russiske kommunistparti, og havde stort set de samme grænser, som Rusland før indgåelsen af Brest-Litovsk-freden. Ved sin grundlæggelse bestod den nye nation af de fire stiftende republikker: the Russiske SFSR, Ukrainske SSR, Hviderussiske SSR og Transkaukasiske SFSR.
Dannelse af den nye stat, der blev endeligt vedtaget i 1924, grundlagde et føderalt regeringssystem baseret på en række af sovjetter etableret i landsbyer, byer og fabrikker. Denne pyramide af sovjetter i hver af republikkerne kulminerede med den øverste sovjet. Selvom kongressen i Den øverste Sovjet formelt set udøvede den øverste magt, var Den øverste Sovjet undergivet kommunistpartiet, der igen var kontrolleret af partiets centralkomite i Moskva, der var Sovjetunionens hovedstad, ligesom Moskva havde været zarernes hovedstad før Peter den Store.

### Krigskommunisme og Ny økonomisk politik
Perioden fra Oktoberrevolutionen i 1917 og frem til 1921 betegnes som perioden med krigskommunisme. Alt land, industri og mindre virksomheder blev nationaliseret, og der blev indført økonomiske restriktioner. Der udviklede sig hurtigt en stærk modstand mod krigskommunismens økonomiske tiltag. Bønderne forlangte kontant betaling for deres produkter og modsatte sig at aflevere deres overskydende afgrøder til staten som følge af regeringens krav under borgerkrigen. Konfronteret med bøndernes modstand opblødte Lenin de krigskommunistiske krav og indførte i stedet en såkaldt "Ny økonomisk Politik", kaldet NEP. Bønderne blev fritaget fra afgifter på deres afgrøder og kunne sælge deres overskydende produktion på det åbne marked. Handel blev stimuleret gennem tilladelse til privat detailhandel. Staten var dog fortsat ansvarlig for bankvæsen, transport, sværindustri og offentlig forsyning.
Selvom den venstreorienterede opposition blandt kommunisterne kritiserede de rige bønder, kaldet kulakker, der havde fordel af NEP, viste reformerne sig effektive og økonomien rettede sig. NEP blev dog efter Lenins død i 1924 mødt med stigende modstand internt i kommunistpartiet.

### Ændringer i det russiske samfund
I takt med at den russiske økonomi blev omlagt, undergik også befolkningens liv dramatiske forandringer. Familieloven fra 1918 gav kvinder ligestilling med mænd og tillod, at gifte par kunne antage enten mandens eller kvindens efternavn. Skilsmisse krævede ikke længere en domstolsafgørelse, og for at frigøre kvinderne fra forpligtelserne som følge af svangerskab blev abort lovliggjort i 1920. Som en konsekvens af disse ændringer kom flere kvinder ud på arbejdsmarkedet. Unge kvinder blev opfordret til at påbegynde uddannelse og få arbejde på fabrik eller kontor. Der blev oprettet kommunale vuggestuer og børnehaver, ligesom der blev taget initiativer til at flytte centrum for sovjetborgernes liv fra hjemmet til grupper for uddannelse og rekreative aktiviteter, de såkaldte sovjetklubber.
Sovjetregeringen søgte målrettet at udrydde analfabetisme, gennem kampagnen Likbez. Efter industrialiseringen skete en kraftig urbanisering i Sovjetunionen. Regeringen påbegyndte i 1920'erne en politik om integration af de ikke-russiske nationaliteter i Sovjetunionen gennem programmet Korenizatsija, det støttede de ikke-russisk talende til opnåelse af stillinger i administrationen og understøttede de ikke-russiske sprog. Denne politik blev dog forladt i midten af 1930'erne, da den stalinistiske regering vendte tilbage til zarernes politik om russificering af alle dele af riget.

### Kollektivisering og Industrialisering
Årene fra 1929 til 1939 var en periode med store omvæltninger i den sovjetrussiske historie. Det var en periode med kraftig industrialisering og interne magtkampe, mens Josef Stalin grundlagde sin totale kontrol over Sovjetunionen. Efter Lenins død kæmpede Stalin med de forskellige fraktioner i politbureauet, særlig Leo Trotskijs fraktion, for at opnå kontrol med Sovjetunionen. I 1928 var trotskisterne enten tvunget i eksil eller på anden måde udmanøvreret, og Stalin kunne gennemføre et radikalt program for industrialisering af det russiske samfund.
Stalin fremlagde i 1929 den første femårsplan. Femårsplanen, der afviklede NEP, var den første i en række af planer, der sigtede mod en hurtig opbygning af sværindustrien på bekostning af fremstillingen af forbrugsvarer samt en kollektivisering af Sovjetunionens landbrug. For første gang i historien søgte en regering at kontrollere al økonomisk aktivitet. Den hurtige vækst i produktionskapaciteten og firdoblingen af sværindustriens produktion var af væsentlig betydning for at opnå den ønskede uafhængighed af Vesten og for at styrke landets forsvarsevne. Sovjetunionen gik fra at være et landsbrugsland til et industriland.
Som led i planen overtog regeringen kontrollen med landbruget gennem etablering af kollektive landbrug, (kolkhozes), der var forpligtet til at sælge størstedelen af produktionen til staten. Ved et dekret fra februar 1930 blev ca. en million bønder (kulakker) tvunget fra deres jord. Mange bønder protesterede mod den tvungne kollektivisering, og nogle slog endog deres besætninger ned frem for at overdrage dem til kollektiverne. I nogle områder udbrød opstande og et stort antal bønder, der af myndighedere blev anset som kulakker, blev henrettet. Kombinationen af dårligt vejr, produktionsproblemer i de hastigt oprettede kollektive landbrug og omfattende konfiskationer af afgrøder ledte til en voldsom hungersnød, og adskillige millioner bønder døde af sult under den sovjetiske hungersnød, der primært ramte i Ukraine ('Holodomor'), Kasakhstan og dele af det sydvestlige Rusland. Den desperate situation på landet drev millioner af bønder mod de hastigt voksende byer, hvilket gav grundlag for at understøtte den planlagte industrialisering.
Tvangskollektiviseringerne skulle understøtte den ambitiøse industrialisering, der var indeholdt i den første femårsplan. Væksten i industrien blev fastlagt til 18-20%, hvilket imidlertid allerede på papiret allerede var opnået, da planen blev fremlagt. Senere på året forlagte Stalin en næsten fordobling af væksten. I slutningen af 1932 blev det offentliggjort, at den første femårsplan var realiseret; realiteten var imidlertid, at ingen af de fastlagte mål var blevet nået. Der blev fra regimet løbende offentliggjort opnåelse af forbløffende resultater, en praksis der fortsatte langt op i 1980'erne, indtil sovjetiske økonomier kunne meddele, at den reelle vækstrate i produktionen i løbet af de to første femårsplanen var beskedne 3,5% årligt. Planerne havde flere spektakulære projekter, eksempelvis en kanal fra Baltikum til Hvidehavet, der blev gennemført ved hjælp af 200-300.000 slavearbejdere, men som viste sig værdiløs og "superflyet" Maksim, der aldrig kom i serieproduktion. Et kendetegnende problem med femårsplanerne var, at der var stort fokus på at realisere vækst, der rakte ud over kapacitetsgrænserne, hvorimod investering til vedligeholdelse og infrastruktur blev negligeret, hvilket på lidt længere sigt udhulede nytten af investeringerne i produktionen.
Et yderligere problem var, at en stor del at arbejdsstyrken var uden uddannelse og erfaring med håndværk og industriarbejde. Reallønnen for en industriarbejder i 1933 udgjorde en tiendedel af, hvad den havde været i 1926-27. Motivationen blev i høj grad etableret ved en blanding af propaganda og trusler, understøttet af partiet bl.a. ved hjælp af de mange ungkommunister i Komsomol, der blev sendt ud på fabrikkerne. I oktober 1930 blev udstedt et dekret, der forbød arbejdere at skifte beskæftigelse uden tilladelse, og kort efter kom et andet dekret, der forbød fabrikkerne at ansætte arbejdere, der havde forladt den forrige arbejdsplads på en uautoriseret måde. Samtidig blev arbejdsløshedsunderstøttelse afskaffet, da der ifølge kommunistpartiet ikke fandtes arbejdsløshed i Sovjetunionen. I februar 1931 blev indført "arbejdsbøger" i stil med de skudsmålsbøger, som tyende i Danmark skulle have indtil 1921 og i marts 1931 udstedtes et dekret, der gjorde arbejdere økonomisk ansvarlige for skade på maskiner og arbejdsredskaber, og i august 1932 blev indført dødsstraf for tyveri af statens ejendom; en lov der blev flittigt udnyttet. I november 1932 blev udstedt et dekret, hvorefter en arbejder kunne fyres, såfremt han eller hun var udeblevet uden gyldig grund fra arbejdet og måneden efter blev genindført det interne pas, der var blevet afskaffet af Lenin som et af de værste levn fra zar-tidens tilbageståenhed og desportisme.
I samme periode blev løn og rationer knyttet sammen med den enkelte arbejders opnåelse af de opsatte mål, hvilket blev administreret af de lokale ledere af fabrikkerne. Der blev introduceret et nyt begreb for de særlig effektive arbejdere, stakhanovitter, der opnåede privilegier i forhold til de øvrige arbejdere.

### Stalinistisk undertrykkelse
Sovjetunionens sikkerhedstjeneste NKVD spillede en særdeles aktiv rolle under Stalinæraen i undertrykkelse af den sovjetiske befolkning og i Stalins konsolidering af den totale magt over kommunistpartiet og Sovjetunionen. NKVD arresterede hundredetusindevis af personer, der enten blev deporteret til arbejdslejre eller blev henrettet. Alle de seks oprindelige medlemmer af Politbureauet fra 1920, der overlevede Lenin, blev udrenset af Stalin. Gamle bolsjevikker, der havde været loyale støtter for Lenin, højtstående officerer i den Røde Hær og ledere af fabrikkerne, blev i vidt omfang henrettet under Stalins udrensninger. Udrensninger i andre sovjetrepublikker indebar yderligere centralisering af magten i Sovjetunionen. Stalin eliminerede oppositionen i partiet gennem Moskvaprocesserne, en række skueprocesser, hvor flere ældre bolsjevikker modtog dødsdomme eller blev idømt langvarige ophold i arbejdslejre. NKVD gennemførte i årene 1937-38 omfattende udrensninger mod kulakkerne og nationale minoriteter i Sovjetunionen, hvorunder omkring 700.000 mennesker blev henrettet.
Der blev indført en lang række straffe for befolkningen, og mange blev retsforfulgt for fiktive forbrydelser, ofte for "sabotage" og spionage. Ofte blev de dømte idømt ophold i arbejdslejre i Gulag-fængselssystemet, der blev en væsentlig komponent i industrialiseringsbestræbelserne, særlig i Sibirien. Det anslås, at op imod 18 millioner mennesker passerede gennem Gulag-systemet, og at op imod yderligere 15 millioner mennesker blev udsat for anden form for tvangsarbejde.
I slutningen af 1930'erne og i begyndelsen af 1940'erne tvangsforflyttede Stalins regering store befolkningsgrupper til andre dele af Sovjetunionen, ofte til Centralasien.

### Sovjetunionens udenrigspolitik op til 2. verdenskrig
Sovjetunionens så med stor bekymring på den anti-kommunistiske Adolf Hitlers opstigen til magten i 1933, da en del af Hitlers politik var at udvide området for tysk indflydelse i de slaviske områder i Østeuropa, den såkaldte "Drang nach Osten", samt kravet om "Lebensraum" for Tyskland og tyskerne. Sovjetunionen støttede republikanerne under den spanske borgerkrig, der kæmpede mod de fascistiske styrker under Franco, der var støttet militært af Nazi-Tyskland og det fascistiske Italien. I 1938–1939, umiddelbart inden udbruddet af 2. verdenskrig i Europa, kæmpede Sovjetunionen med succes mod japanske styrker i en række grænsekonflikter i det russiske fjernøsten, hvilket ledte til den sovjetisk-japanske neutralitetspagt i april 1941.
I 1938 annekterede Tyskland Østrig under Anschluss og underskrev senere på året sammen med andre europæiske stormagter Münchenaftalen, hvor Tyskland, Ungarn og Polen annekterede dele af Tjekkoslovakiets territorium. Tyske ambitioner om yderligere ekspansion mod øst, og de vestlige stormagters mangelende vilje eller evne til at imødegå dette, blev mere tydelige. På trods af, at Sovjetunionens kraftige modstand mod Münchenaftalen og på trods af Sovjetunionens gentagne tilkendegivelse af at være villig til at sætte militærmagt bag tidligere forsikringer givet til Tjekkoslovakiet, medførte Münchenaftalen, at Tjekkoslovakiet blev opslugt at de omkringliggende lande, hvilket yderligere bidrog til Sovjetunionens frygt for et tysk angreb. Trusselsbilledet fik Sovjetunionen til at fremskynde moderniseringen af dets militærindustri og til at iværksætte selvstændige diplomatiske tiltag. I 1939 underskrev Sovjetunionen Molotov-Ribbentrop-pagten: en ikke-angrebspagt, hvor Sovjetunionen og Nazi-Tyskland opdelte Østeuropa i to interessesfærer, hvor de to lande kunne udøve sin indflydelse. Efter indgåelsen af Molotov–Ribbentrop-pagten blev de sovjetisk-tyske relationer normaliseret og handel mellem de to lande blev genoptaget.

### 2. verdenskrig
16 dage efter Nazi-Tyskland invaderede Polen og derved indledte den europæiske del af 2. verdenskrig, invaderede den Røde hær den 17. september 1939 det østlige Polen med det formål at “beskytte ukrainere og hviderussere ... efter den polske stats ophør”. Som et resultat blev grænserne for den hviderussiske og den ukrainske sovjetrepublik flyttet mod vest og Sovjetunionens vestgrænse flyttet tæt på den tidligere curzonlinje.
Sovjetunionen havde ved en række hemmelige protokoller til Molotov-Ribbentrop-pagten fået frie hænder i Baltikum, og kort efter invasionen af Polen lagde Sovjetunionen pres på de baltiske lande og Finland med krav om bl.a. udstationering af sovjetiske tropper i landene. De baltiske republikker Estland, Letland og Litauen accepterede det sovjetiske ultimatum, hvilket blev indledningen til Sovjetunionens besættelse af de baltiske lande.  Overfor Finland blev stillet samme krav tillige med krav om at bytte territorier, der ville flytte den finsk-sovjetiske grænse længere væk fra Leningrad. Da Finland afslog det sovjetiske ultimatum, invaderede Sovjetunionen den 30. november 1939 Finland, hvorved Vinterkrigen (1939-40) var en realitet. Krigen påførte Sovjetunionen store tab, men tvang Finland til at indgå en fredsaftale, hvor landet måtte afstå Karelske næs og Karelen.
Den 26. juni 1940 stillede Sovjetunionen et ultimatum til Rumænien med krav om afståelse af Bessarabien og det nordlige Bukovina. Rumæniens grænser var garanteret af Frankrig, der imidlertid havde kapituleret til Nazi-Tyskland få dage inden det sovjetiske ultimatum. Rumænien uden alliancepartner accepterede det sovjetiske ultimatum og overdrog områderne til Sovjetunionen, der herefter annekterede dem.
Freden med Nazi-Tyskland var skrøbelig, og begge sider forberedte sig på krig. Krigen udbrød, da Aksemagterne under tysk overkommando invaderede Sovjetunionen den 22. juni 1941. De tyske tropper rykkede hurtigt frem, og ved efteråret havde den tyske hær besat Ukraine, belejret Leningrad og truede med at indtage Moskva. På trods af, at det lykkedes den Røde hær, at forsvare Moskva ved Slaget om Moskva i december 1941, havde tyskerne fortsat det strategiske initiativ i yderligere et år, hvor tyskerne bevægede sig mod syd-øst, hvor de nåede Volga. De to tyske nederlag ved Stalingrad og Kursk viste sig imidlertid afgørende for krigens udfald, idet Tyskland aldrig genvandt styrken til at gennemføre offensive operationer, hvorefter Sovjetunionen under resten af krigen havde initiativet.
Ved udgangen af 1943 havde den Røde hær brudt den tyske belejring af Leningrad og befriet det meste af Ukraine, det meste af det vestlige Rusland og var på vej ind i Hviderusland. I løbet af 1944 var de tyske troppers kampkraft væsentligt reduceret, og den Røde hær drev tyskerne tilbage. Ved slutningen af 1944 var fronten rykket forbi de sovjetiske grænser fra 1939 og ind i Østeuropa. De sovjetiske styrker rykkede ind i det østlige Tyskland og indtog Berlin i maj 1945. Krigen mod Tyskland endte således med en militær triumf for Sovjetunionen.
Som aftalt på Jaltakonferencen invaderede Sovjetunionen tre måneder efter ophør af kampene i Europa den japanske lydstat Manchukuo under Operation Auguststorm. Invasionen fandt sted den 9. august 1945, og de sovjetiske tropper besejrede hurtigt japanerne i det sidste sovjetiske slag under 2. verdenskrig. Japan var blevet bombet med atombomber af amerikanske tropper den 6. og den 9. august 1945 og Japans kejser meddelte den 15. august 1945, at Japan kapitulerede betingelsesløst, hvorved 2. verdenskrig var slut.
Selvom Sovjetunionen havde sejret i 2. verdenskrig, havde landet lidt omfattende tab. Krigen anslås at have kostet livet for 26-27 millioner sovjetborgere og ødelagde Sovjetunionens økonomi. Omkring 1.700 byer og 70.000 landsbyer blev ødelagt. De besatte områder i Sovjetunionen blev i vidt omfang ødelagt af de tyske tropper og store befolkningsgrupper blev ført til Tyskland som slavearbejdere. Det anslås, at 13 millioner sovjetborgere blev ofre for Aksemagternes besættelse, hvor de døde som følge af massehenrettelser, hungersnød, mangel på medicin og lægehjælp og som følge af tvangsarbejde.
Det nazistiske folkemord på jøder, der blev gennemført af tyske Einsatzgruppen med hjælp af lokale kollaboratører, resulterede i en næsten komplet udslettelse af den jødiske befolkning i de områder, der blev besat af tyskerne og dets allierede. Under krigen omkom i Leningradregionen omkring en fjerdedel af befolkningen, i Hviderusland omkom mellem en fjerdel og en tredjedel af befolkningen og 3,6 millioner krigsfanger (ud af 5,5 millioner) døde i tyske lejre.

### Den kolde krig
Der var umiddelbart efter 2. verdenskrigs ophør forhåbninger om, at samarbejdet mellem de større allierede kunne danne grundlag for genopbyggelse og sikkerhed i efterkrigstiden. Sovjetunionen blev et af de stiftende medlemmer af FN og indtrådte som permanent medlem af sikkerhedsrådet. Det viste sig imidlertid hurtigt efter krigens afslutning, at der bestod væsentlige interesseforskelle mellem Sovjetunionen og Vesten, særlig USA og Storbritannien. Disse interesseforskelle ledte til Den kolde krig, der kom til at dominere det internationale samfund i efterkrigstiden.
Den kolde krig opstod som en konflikt mellem Stalin og den amerikanske præsident Harry S. Truman under Potsdamkonferencen i sommeren 1945 om fremtiden for Østeuropa. Rusland havde inden for 150 år oplevet tre ødelæggende invasioner fra vest (Napoleons felttog i Rusland og invasionerne under 1. og 2. verdenskrig), og Stalin ønskede at etablere en bufferzone af stater mellem Tyskland og Sovjetunionen. Truman hævdede, at Stalin havde forrådt aftalerne under Jaltakonferencen. Med sovjetiske tropper i Østeuropa var havde Stalin ikke travlt, ligesom Sovjetunionens hemmelige atombombeprogram gjorde hastige fremskridt.
I april 1949 blev Atlantpagten indgået mellem en række vestlige lande under amerikansk lederskab, og NATO blev grundlagt. Princippet i NATO er, at angreb på ét land, anses som et angreb på alle. Som modsvar hertil oprettede Sovjetunionen Warszawapagten i 1955. Opdelingen af Europa i en vestlig og en sovjetisk blok tog senere en mere global karakter, særlig efter 1949, hvor USA's atombombemonopol ophørte, da Sovjetunionens atombombe blev udviklet, og da det kinesiske kommunistparti overtog magten i Kina.
De væsentligste mål med den sovjetiske udenrigspolitik under den kolde krig var opretholdelse af Sovjetunionens territorielle sikkerhed samt fastholdelse af dominansen over Østeuropa. Sovjetunionen opretholdt denne dominans bl.a. gennem nedkæmpelse af Arbejderopstanden i Østberlin (1953), Opstanden i Ungarn (1956), Foråret i Prag (1968) og gennem støtte til bekæmpelsen af den polske oppositionelle fagbevægelse Solidarność (1980 og senere). Udover dominansen i Østeuropa udkæmpede USSR og USA en række stedfortræderkrige over hele verden, herunder Koreakrigen og Vietnamkrigen samt en række konflikter i Afrika. Spændingen mellem de to parter under den kolde krig medførte et våbenkapløb, hvor begge parter som led i en oprustning udviklede kraftigere og kraftigere atomvåben, men også forøgerede antal og effektivitet af andre konventionelle våben.
Sovjetunionen fastholdt det stramme greb om Østeuropa, hvilket i den kolde krigs senere faser i 1970'erne ledte til en muligheden for afspænding mellem supermagterne, den såkaldte Détente, og mere komplicerede relationer mellem blokkene, idet verdens opdeling i to blokke i 1970'erne ikke længere var så entydig. De to supermagter kunne anerkende deres fælles interesse i at opnå en kontrol med antallet af atomsprænghoveder gennem internationale aftale som SALT I, SALT II og ABM-traktaten.
Relationerne mellem USA og USSR blev forværret i de ni år, der fulgte efter Sovjetunionens invasion af Afghanistan i 1979 og Præsidentvalget i USA i 1980, hvor anti-kommunisten Ronald Reagan blev valgt til præsident. Forbindelserne blev dog forbedret senere under Reagans præsidentperiode og under Mikhail Gorbatjovs lederskab. I forbindelse med kollapset af Sovjetunionen i 1991 mistende Rusland sin supermagtsstatus.

### Af-Stalinisering og stagnationstiden
Efter Josef Stalins død i 1953 overtog Georgij Malenkov posten som formand for USSRs ministerråd og dermed posten som landets formelle leder. Malenkov blev imidlertid hurtigt udmanøvreret af Nikita Khrusjtjov, der i september 1953 blev valgt som generalsekretær for kommunistpartiet. Khrusjtjov udbyggede sin position som landets ubestridte leder, og på den 20. partikongres holdt han en tale, hvor han redegjorde for dele af Stalins terror og lagde afstand til Stalin.
I 1964 blev Khrusjtjov afsat ved et ublodigt kup af kommunistpartiets centralkomité med Leonid Bresjnev i spidsen. Khrusjtjov blev tvunget til at begære sin afsked grundet "høj alder og svigtende helbred", hvilket kommunistpartiets præsidium og centralkomité accepterede den 14. oktober 1964. Bresjnev blev udpeget som første sekretær for kommunistpartiet (senere generalsekretær) og Aleksej Kosygin efterfulgte Khrusjtjov som premierminister. Efter en kortere periode med kollektiv ledelse mellem Bresjnev, Kosygin og Nikolaj Podgornyj, overtog Bresjnev posten som den ubestridte leder af Sovjetunionen. Bresjnev lagde vægt på sværindustrien, gennemførte en større økonomisk reform i 1965, der lagde distance til de rigide femårsplaner og i begrænset grad anerkendte virkningen af profitabilitet, og forsøgte at forbedre relationerne til USA. I 1960'erne blev USSR den førende producent og eksportør af olie og naturgas. Videnskab og industri nåede sit højdepunkt i USSR under Khrusjtjov og Bresjnev. Verdens første atomkraftværk blev åbnet i 1954 i byen Obninsk, arbejdet med bygning af Bajkal–Amur jernbanen blev afsluttet efter af have været gået i stå efter Stalins død og Moskva var vært for afholdelsen af Sommer-OL 1980.
Fra midten af 1960'erne bevægede de fleste udviklede økonomier sig mod øget brug af computerkraft og digitalisering, men USSR fulgte ikke denne trend. Regeringen besluttede i 1965 at kopiere IBM's computer IBM System/360, hvilket viste sig at være en fejltagelse, da det låste videnskabsfolk og andre til en teknologisk platform, der hurtigt forældedes og som de var ude af stand til at videreudvikle. USSR havde store vanskeligheder ved at fremstille tilstrækkeligt antal fungerende chips og den nødvendige software, ligesom problemerne betød, at det var vanskeligt at uddanne et større antal programmører og brugere.
De grundlæggende problemer i den sovjetiske økonomi blev dog overskygget af, at priserne på olie og gas eksploderede i 1973-74; priserne firdobledes og steg igen kraftigt i 1979-1981, hvilket gjorde olie- og gasindustrien til den absolut drivende kraft i økonomien. Tidligere premierminister og økonom Jegor Gajdar skrev i 2007:
| Citat | Vestlig valuta fra olieeksporten stoppede den voksende fødevarekrise, gav mulighed for forøgelse af import af udstyr og forbrugsgoder, sikrede et finansielt grundlag for våbenkapløbet og opnåelse af nuklear paritet med USA og tillod realiseringen af risikable engagementer i udenrigspolitikken, så som krigen i Afghanistan. | Citat |
|       | |       |

### Sovjetunionens rumprogram
Sovjetunionens rumprogram, grundlagt af Sergej Koroljov, var særdeles succesfuldt. Den 4. oktober 1957 opsendte Sovjetunionen verdens første satellit, Sputnik. Den 12. april 1961 blev Jurij Gagarin det første menneske i rummet, da han blev opsendt med Vostok 1. Den første kvinde i rummet var også opsendt af Sovjetunionen; Valentina Teresjkova med Vostok 6 den 16. juni 1963.
Det sovjetiske rumprogram opnåede yderligere en række successer: De første billeder af Månens bagside med Luna 3 og Zond 3, udforskning af Venus og den første rumvandring. I 1970 og 1973 blev verdens første fjernstyrede køretøjer på et fremmed himmellegeme (“rovere”) succesfuldt opsendt til Månen, hvor de indsamlede data, Lunokhod 1 og Lunokhod 2. Senere opsendte Sovjetunionen verdens første rumstation, Saljut, der i 1986 blev udskiftet med rumstationen Mir, verdens første permanent bemandede rumstation, der blev benyttet fra 1986 til 2001.

### Perestrojka og opløsning af Sovjetunionen
1980'erne var i Sovjetunionen og i Rusland præget af to tendenser: Den stadig mere åbenlyse forvitring af Sovjetunionens økonomi og politiske strukturer samt en række lappeløsninger for at rette tingene op. Efter Bresjnevs død blev først Jurij Andropov og senere Konstantin Tjernenko udpeget til generalsekretær for kommunistpartiet. Begge var traditionalister med dybe rødder i Bresjnevs administration og særlig Tjernenko var modstander af gennemgribende reformer af Sovjetunionens samfund. Da Tjernenko døde efter 13 måneder som generalsekretær med svigtende helbred, overtog Mikhail Gorbatjov posten som generalsekretær og leder af Sovjetunionen. Gorbatjov så det nødvendigt at reformere den sovjetiske kommunisme og indførte programmet perestrojka (russisk for "omstrukturering/ombygning") som led i denne reformproces. Gorbatjovs forsøg på reformering af kommunistpartiet og det sovjetiske samfund gennem perestrojka og glasnost medførte imidlertid en række utilsigtede konsekvenser. Glasnostpolitikken om større åbenhed gav befolkningen indblik i årtiers undertrykkelse og manipulation og eksistensen af sociale problemer, der hidtil havde været fortiet over for befolkningen, hvilket underminerede kommunistpartiets autoritet. Etniske og nationalistiske spændinger i flere af Sovjetunionens republikker blev udløst, særlige i de baltiske republikker, Georgiske SSR og Moldaviske SSR, der søgte større autonomi end, hvad ledelsen i USSR var indstillet på at give. Ved omvæltningerne i 1989 i Østeuropa mistede USSR kontrollen over de tidligere østeuropæiske lydstater. Gorbatjovs forsøg på at reformere den kommunistiske økonomi var ikke tilstrækkelige, da de grundlæggende elementer i økonomien ikke blev berørt af reformforsøget, idet planøkonomien søgtes bibeholdt. Samtidig blev Sovjetunionen ramt af faldende priser på olie og gas, ligesom omkostningerne ved opretholdelsen af et enormt militær, herunder den løbende krigsindsats i Afghanistan, drænede økonomien. Industriapparatet var forældet og landet præget af omfattende korruption, og omkring 1990 havde den sovjetiske regering mistet kontrollen over økonomien. Grundet planøkonomiens priskontrol og afstandtagen til privat ejendomsret og privat erhvervsaktivitet var der mangel på en lang række produkter i butikkerne. Varemanglen nåede sit højdepunkt i 1991, hvor billeder af den sovjetiske befolkning i køer for at købe basale fødevarer og forbrugsgoder gik verden rundt. Opløsningen i samfundet spredte sig videre til de enkelte republikker, der tiltagende lagde afstand til den sovjetiske centralregering.
Grundet Ruslands særlige position indenfor Sovjetunionen havde Rusland og Sovjetunionen ofte været anset som synonymer. Der opstod imidlertid i 1990 sprækker mellem Sovjetunionen og den altdominerende republik i unionen, Russiske SFSR. Moskvas tidligere borgmester Boris Jeltsin var i 1987 blev presset ud af Sovjetunionens politbureau efter en bitter magtkamp med Gorbatjov som følge af Jeltsins kritik af det sløve reformtempo. Jeltsin havde i perioden efter sin degradering oparbejdet stor sympati i befolkningen som en handlekraftig politiker med et ønske om forandring og udgjorde en slagkraftig opposition til Gorbatjov og kommunistpartiet. Jeltsin blev i marts 1990 valgt til den russiske folkekongres og den 29. maj 1990 blev han valgt til formand for den øverste sovjet i Russiske SFSR. Allerede den 12. juni 1990 erklærede Russiske SFSR sin uafhængighed af Sovjetunionen og at russisk lov stod over Sovjetunionens love. Samtidig tilbageholdt han to tredjedele af Ruslands økonomiske bidrag til USSR. Den 12. juli 1990 meldte Jeltsin sig ud af kommunistpartiet og ved det russiske præsidentvalg, der blev afholdt på årsdagen for uafhængighedserklæringen, blev Jeltsin valgt til Ruslands præsident foran kommunistpartiets kandidat Boris Gromov.
Sideløbende med Jeltsins frigørelse af Russiske SFSR fra Sovjetunionen søgte Gorbatjov at omdanne Sovjetunionen til en mindre centraliseret stat. Et kupforsøg den 19. august 1991 mod Gorbatjov ledet af en række trofaste sovjet-støtter slog imidlertid fejl grundet kraftig modstand i befolkningen. Opløsningen af den sovjetiske stat var imidlertid mere og mere tydelig, og den russiske regering benyttede lejligheden til at overtage al sovjetisk ejendom på russisk territorium. Grundet sammenfaldet mellem Sovjetunionen og Russiske SFSR manglede Rusland en lang række basale institutioner på republik-niveau og det var derfor nødvendigt at indarbejde de sovjetiske institutioner i en russisk sammenhæng eller at etablere nye "rene" russiske institutioner. Sovjetunionens kommunistiske parti blev forbudt i Rusland i 1991–1992 uden at dette dog betød forbud mod tidligere kommunister i fremover af deltage i politik eller anden offentlig ansættelse, og mange tidligere kommunister fortsatte i ledende stillinger i den nye russiske administration. Den 8. december 1991 underskrev Jeltsin og lederne fra Ukrainske SSR og Hviderussiske SSR erklæringen om Sovjetunions opløsning og senere samme måned etableringen af Fællesskabet af Uafhængige Stater, der skulle fungere som en løsere samarbejdsorganisation for de tidligere sovjetrepublikker. Den øverste russiske sovjet trak Russiske SFSR ud af Sovjetunionen den 12. december 1991, og den 25. december 1991 blev Sovjetunionen officielt opløst. Samtidig med Sovjetunionens opløsning blev Russiske SFSR omdannet til Den Russiske Føderation, der trådte i kraft den 26. december 1991.
I december 1991 betød varemanglen i Rusland, at det var nødvendigt at indføre rationering i Sankt Petersborg og i Moskva for første gang siden afslutningen af 2. verdenskrig og Rusland måtte modtage international nødhjælp fra udlandet. Den russiske regering ophævede priskontrollen med fødevarer, hvilket umiddelbart førte til kraftige prisstigninger, men eliminerede fødevaremanglen.

## Den Russiske Føderation

### Magtkamp mellem præsident og parlament og liberale reformer i 1990'erne
På trods af, at Jeltsin kom til magten på en bølge af optimisme, blev han hurtigt upopulær efter at have gennemført den økonomiske "shock terapi", der var anbefalet af den russiske økonom Jegor Gajdar, der opgav priskontrol, indførte betydelige besparelser på de offentlige budgetter og åbnede op for en fri handel med udlandet. Reformerne medførte øjeblikkelig udhuling af levestandarden i store dele af befolkningen. I 1990'erne oplevede Rusland en økonomisk nedtur med blandt andet hyperinflation, der på mange måder var værre end de problemer, der ramte USA og Tyskland under Depressionen i 1930'erne. I 1992 oplevede Rusland en hyperinflation på 2506%, der året efter dog var faldet til "kun" 840%.
Samtidig med de alvorlige økonomiske problemer var landet præget af vanskeligheder med at etablere et velfungerende politisk beslutningsapparat efter cirka 70 år med étparti-styre. Der opstod et stort antal politiske partier i Rusland, der havde vanskeligt ved at indgå politiske alliancer og kompromisser, hvilket gjorde lovgivningsprocessen kaotisk, ligesom styring af den ustabile økonomi blev besværliggjort. I 1993 opstod strid mellem præsident Boris Jeltsin og det russiske parlament, der ledte til en forfatningskrise i september-oktober 1993. Krisen kulminerede, da Jeltsin den 21. september 1993 begærede Deputeretkammeret og den Øverste Sovjet opløst på trods af, at han ikke havde forfatningsmæssige beføjelser til dette. Jeltsin henviste til udfaldet af en folkeafstemning afholdt i april 1993, hvor flertallet af vælgerne havde udtrykt tillid til Jeltsin og dennes politik. Som modtræk erklærede parlamentet Jeltsins dekreter for ugyldige og indledte en rigsretssag mod ham samtidig med, at de erklærede vicepræsident Aleksandr Rutskoj som landets fungerende præsident. Den 4. oktober 1993 angreb hæren på Jeltsins ordre parlamentsbygningen, Det Hvide Hus, der blev beskudt med kanonild fra tanks, der havde omringet bygningen. Bygningen blev stormet og lederne af modstanden mod Jeltsin blev arresteret. De voldsomme uroligheder er senere blevet beskrevet som Rusland værende på kanten af borgerkrig. 147 mennesker omkom under urolighederne, der var de værste i Moskvas historie siden den russiske revolution. Efter nedkæmpelsen af parlamentet kunne Jeltsin gennemføre sine forfatningsændringer, der ledte til den nuværende forfatning (der dog senere er blevet justeret) med et stærkt præsidentembede, der blev godkendt med en folkeafstemning i december 1993. Det politiske system var imidlertid fortsat præget af magtkampe og en betydelig flerhed af partier, der havde vanskeligt ve at samarbejde indbyrdes.
Ved det første præsidentvalg i den Russiske Føderation i 1996 (Jeltsin blev valgt som præsident i 1991 i den tidligere Russiske SFSR) vandt Jeltsin en kneben sejr over kandidaten fra Ruslands kommunistiske parti KPRF Gennadi Zjuganov.. Jeltsin udnævnte mange premierministre op gennem 1990'erne. Viktor Tjernomyrdin sad længst, men det blev Jevgenij Primakov, der blev den mest kontroversielle set fra Jeltsins støtters side. Oligarkerne som et par år forinden havde hjulpet Jeltsin til magten, så en trussel i Primakov, der blev kaldt den lyserøde premierminister, fordi han tillod en kommunist i sin regering.. Dette førte til en situation, hvor oligarkerne indledte en åben krig med daglige angreb mod Primakov via deres medieimperier. Særligt oligarken, Boris Berezovskij, følte at sin magt var under pres. Det var da også ham, der var den primære årsag til Primakovs afsættelse i 1999.
De økonomiske reformer konsoliderede en økonomi, der i vidt omfang blev drevet af hel- og halv-kriminelle såkaldte oligarker med rødder i det tidligere sovjetsystem. Efter råd fra Verdensbanken og Den Internationale Valutafond (IMF) gennemførte Rusland et af de største og hurtigste privatiseringsprogrammer i historien med henblik på en fuld privatisering af den sovjetiske økonomi. I midten af 1990'erne var detailhandel, salg, service og mindre industrier på private hænder. De fleste større virksomheder blev købt af den tidligere ledelse, hvilket gav grundlag for opståen af en ny overklasse, der på kort tid opnåede betydelig rigdom. Den vanskelige økonomiske situation i 90'erne blev yderligere forværret ved en finansiel krise i 1998, hvor den russiske økonomi kollapsede. Efter krisen var tiltroen til Jeltsins evner til at lede landet på et minimum og få timer før årsskiftet til år 2000 meddelte Jeltsin overraskende, at han trådte tilbage som præsident og ud af russisk politik, og at magten var overladt til den da forholdsvis ukendte tidligere KGB-officer og leder af FSB, Vladimir Putin.

### Konflikt i Tjetjenien
Sideløbende med den politiske magtkamp i første del af 1990'erne ulmede konflikten med den tidligere autonome republik i Tjetjenien, der havde erklæret sig uafhængig af Sovjetunionen og Rusland i 1991. Spændingerne blev udløst i begyndelsen af 1994, hvor Rusland invaderede områderne i Kaukasus, hvilket ledte til den første og anden krig i Tjetjenien. Den russiske menneskerettighedsorganisation Memorial anslår, at omkring 50.000 civile omkom, hvilket er mellem 2,5 og fem gange større end de officielle tal.

### Putin-æraen
Ved præsidentvalget den 26. marts 2000 vandt den nytiltrådte midlertidige præsident Vladimir Putin med 52,9 procent af stemmerne over kommunistpartiets kandidat Gennadij Zjuganov, der fik 29,2 procent af stemmerne. Forinden valget var konflikten i Tjetjenien blusset op igen og Den anden tjetjenske krig blev indledt, men Rusland opnåede hurtigt militær kontrol med den urolige republik. Efter terrorangrebene den 11. september 2001 i USA skete yderligere tilnærmelser til USA.
Ved præsidentvalget fire år senere i 2014 blev Putin genvalgt i en jordskredssejr, hvor han opnåede 71,3% af stemmerne. Putin har etableret et system med styret demokrati i Rusland, hvor parlamentets magt er stærkt begrænset, hvor uafhængig presse undertrykkes, og hvor styret trods formelt frie valg med begrænset valgsvindel alligevel må betegnes som autoritært. Udover at konsolidere sin politiske magt foretog Putin nationaliseringer af de større olie og gasselskaber. Da Putins anden - og sidste mulige - valgperiode som præsident udløb i 2008, støttede Putin sin tidligere stabschef og vice-premierminister Dmitrij Medvedev til valget som ny præsident i Rusland. Ved præsidentvalget vandt Medvedev, og Putin blev herefter af Medvedev udpeget som Ruslands premierminister, og Putin kunne herefter fortsætte som landets reelle politiske magthaver. Ved præsidentvalget i 2012 stillede Putin atter op som præsidentkandidat og blev genvalgt som præsident. Senere blev forfatningen ændret således at antallet af præsidentperioder ikke er begrænset.
Grundet bl.a. stigende oliepriser fra 2000 til 2008 blev Ruslands BNP fordoblet i perioden. Selvom de stigende oliepriser og en forholdsvis billig rubel var de oprindelige faktorer i denne vækst, blev væksten også fra 2003 drevet af stigende efterspørgsel fra forbrugerne og senere et forøget investeringsniveau. I forhold til andre olierige stater har Rusland en fordel i kraft af sin lange tradition fra uddannelse, videnskab og industri. Den økonomiske fremgang gav grundlag for, at Rusland opnåede værtskabet for Vinter-OL 2014 i Sotji og VM i fodbold 2018.
Stigende spændinger i forholdet til Vesten og Ukraine
Hvor der i 2000'erne skete en gradvis forbedring af forholdet mellem Rusland og Vesten, opstod fra omkring 2014 atter spændinger i forholdet, primært drevet af uenigheder om udviklingen i den tidligere sovjetrepublik Ukraine. Ukraines regering under præsident Viktor Janukovitj afviste at underskrive en associeringsaftale med EU og valgte i stedet at indgå aftaler om et nærmere samarbejde med Rusland og Den eurasiske økonomiske union. Beslutningen udløste protester primært i Kijev, hvor det i februar 2014 lykkedes pro-vestlige ukrainere under protestbevægelsen Euromajdan at afsætte den pro-russiske Janukovitj og dennes regering. Rusland så med stor bekymring på denne udvikling, og der opstod kort efter uro på Krim-halvøen og i den østlige del af Ukraine, hvor den stor del af befolkningen er russisk talende og pro-russisk.
Parlamentet i den Autonome Republik Krim udstedte den 11. marts 2014 en erklæring, hvor republikken erklærede sig uafhængig af Ukraine, og der blev den 16. marts 2014 afholdt en folkeafstemning i republikken, der gav en overvældende tilslutning til optagelse i Den Russiske Føderation, hvorefter Republikken allerede to dage senere blev optaget som en selvstændig russisk republik. Begivenhederne udløste fordømmelse i Vesten, der indførte sanktioner mod Rusland, der ligeledes blev udelukket fra G8-samarbejdet
Udover begivenhederne i Krim opstod uroligheder i Donbass i det østlige Ukraine, hvor Rusland blev beskyldt for at støtte separatister økonomisk og militært. Spændingerne steg yderligere, da separatister i Donbass i juli 2014 nedskød et malaysisk passagerfly, Malaysia Airlines Flight 17, med russisk antiluftskyts. Rusland bestred enhver form for involvering i hændelsen, men blev af flere vestlige medier og efterretningstjenester beskyldt for at være dybt involveret i krigsførelsen i Donbass og for at have leveret våben og personel til separatisterne. I august 2014 indførte både Vesten yderligere sanktioner mod Rusland.
Splittelsen med Vesten blev yderligere skærpet, ved Ruslands intervention i Syrien i 2015, hvor Rusland støttede Syriens regering i kampe mod syriske oprørere, ligesom et fejlslagent giftmord forsøgt gennemført i Storbritannien mod en tidligere russisk dobbeltagent og dennes hustru bragte forholdet til Vesten og særlig Storbritannien på et lavpunkt.
Relationerne mellem Rusland og Vesten er ved begyndelsen af 2020'erne på et lavpunkt, og det er drøftet, om der er tale om en ny kold krig.